# Daniel Cohn-Bendit
Pour les articles homonymes, voir Cohn et Cohn-Bendit.
Daniel Cohn-Bendit, né le 4 avril 1945 à Montauban (Tarn-et-Garonne), est un homme politique germano-français ; actif en politique aussi bien en Allemagne qu'en France, il obtient la nationalité française en 2015.
Né en France de parents juifs d'Allemagne militants d'extrême gauche puis antinazis, il fait ses études supérieures en France, à l'université Paris-Nanterre. Militant libertaire, il accède à la notoriété durant le mouvement de mai 68, dont il est l'un des porte-paroles. N'ayant pas à l'époque la nationalité française, il est expulsé en Allemagne par le gouvernement français.
À partir des années 1980, Cohn-Bendit mène une carrière politique en Allemagne comme élu du parti écologiste Alliance 90/Les Verts à Francfort-sur-le-Main. Il devient député européen des Verts allemands en 1994 puis est réélu député européen sur une liste des Verts français en 1999, faisant à cette occasion son retour sur la scène politique française. Lors des élections européennes de 2009, il est un des leaders d'Europe Écologie. Les Verts arrivent troisième en France avec 16,2 % des voix, un record pour le parti. Favorable à la mise en place d'une Europe fédérale, il est coprésident du groupe Verts/ALE au Parlement européen de 2002 à 2014.
Alors qu'il était surnommé « Dany le Rouge » en mai 68, Daniel Cohn-Bendit effectue un virage idéologique, adhérant progressivement au libéralisme économique tout en revendiquant l'étiquette de « libéral-libertaire ».
Il a fait l'objet d'accusations de pédophilie, ou d'apologie de la pédophilie, notamment fondées sur son ouvrage Le Grand Bazar, publié en 1975, mais a toujours rejeté ces accusations.

## Biographie

### Origines familiales
Marc Daniel Cohn-Bendit est le fils d’Erich Cohn-Bendit (1902-1959), un Juif allemand né à Berlin, et de Herta David (1908-1963), issue d'une famille juive traditionaliste ashkénaze de Poznań, en Pologne. En 1933, son père est avocat, sa mère vient de terminer des études de droit et se prépare à devenir juge pour enfants.
Avec Hans Litten, Erich Cohn-Bendit est l'un des principaux partisans de Rote Hilfe Deutschlands (RHD), l'organisation d'aide affiliée au Parti communiste d'Allemagne, et tend plutôt vers le trotskisme. Il est également l'un des avocats du Secours rouge. À la suite de l'arrivée au pouvoir des nationaux-socialistes, il est interdit de travail pour « activités communistes » présumées et est bientôt déchu de la citoyenneté allemande. Menacé d'arrestation, il quitte l'Allemagne dès mars 1933. Il s'installe en France à Paris où il rencontre sa future épouse.
En 1936, année du Front populaire de Léon Blum, naît à Montrouge leur premier enfant, Jean-Gabriel. Erich Cohn-Bendit est actif dans la Quatrième Internationale (trotskiste), fondée en France en 1938. En 1939, les Cohn-Bendit sont rejoints par les parents d'Erich (son père, Alex Cohn, est un ancien industriel du textile), qui passent toute la guerre à Paris en zone occupée. Durant ces années, Erich et Herta fréquentent un cercle de réfugiés allemands comprenant Walter Benjamin, Heinrich Blücher et la philosophe Hannah Arendt, devenue une amie proche.
Durant la « drôle de guerre », Erich Cohn-Bendit est interné comme ressortissant allemand, mais s'évade et rejoint son épouse, qui a quitté Paris pour Montauban pour s'y cacher. Herta Cohn-Bendit travaille dans l'orphelinat pour enfants réfugiés de Moissac (Tarn-et-Garonne). La famille Cohn-Bendit est cachée chez un particulier proche de Montauban par le réseau de l’évêque du lieu, Pierre-Marie Théas. En 1943, après l'occupation de la zone sud par les Allemands et alors qu'on y arrêtait les Juifs, les membres de la famille passent dans la clandestinité, où notamment ils se cachent un temps dans les bois, jusqu'à la Libération de la région (autour du 20 août 1944). Daniel vient au monde, comme il l'a lui-même souligné, dix mois après le débarquement de Normandie.

### Enfance et adolescence

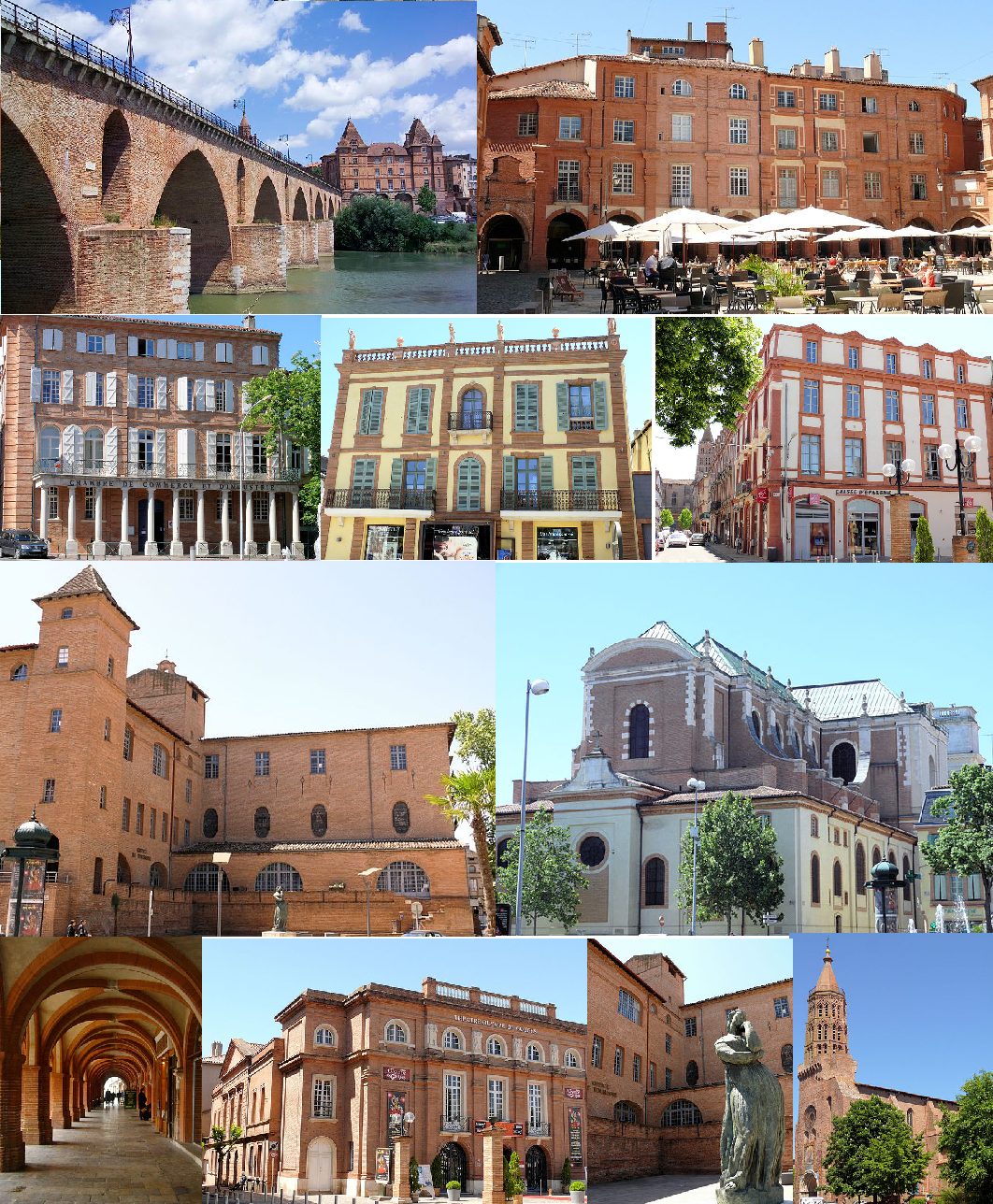
Vues de Montauban, ville de naissance de Daniel Cohn-Bendit.

Daniel Cohn-Bendit naît à Montauban dans le département du Tarn-et-Garonne en France, le 4 avril 1945, à la fin de la Libération, un mois avant que le général Jodl ne signe à Reims la reddition inconditionnelle de l'armée allemande. Son père, s'opposant aux prescriptions du judaïsme, refuse qu'il soit circoncis.
Ses parents, réfugiés allemands communistes, étaient régis par les décrets français de 1941 sur les Juifs réfugiés en France, et sont probablement devenus apatrides par l'application de la loi allemande du 14 juillet 1933 relative à la révocation de certaines naturalisations et à la déchéance de la nationalité allemande - abrogée par la loi du 20 septembre 1945 prise par le Conseil de contrôle interallié. Ses parents lui font faire en 1957 des papiers d’identité de l’Office français de protection des réfugiés et apatrides (OFPRA), qui a été créé en 1952. En 1959, il opte pour la citoyenneté allemande afin de ne pas faire son service militaire : « Je suis né en 1945, alors que mes parents étaient cachés en France en raison des persécutions antijuives. J'ai été apatride pendant quatorze ans, puis j'ai choisi la nationalité allemande pour ne pas faire mon service militaire ». Il se définit, par la suite, de plus en plus comme un « citoyen européen ».
En 1945, la famille Cohn-Bendit quitte Montauban pour s'installer en Normandie à Cailly-sur-Eure où ils deviennent responsables de la « Colonie Juliette », un établissement pour enfants de déportés juifs disparus,. En 1948, ils reviennent à Paris XVe, la mère devenant économe du lycée Maïmonide de Boulogne (Hauts-de-Seine). Le père, ne pouvant exercer la profession d'avocat en France pour une question d'équivalence de diplômes, décide en 1952 de rentrer en Allemagne et reprend son métier d'avocat à Francfort. Il est en étroit contact avec des membres de l'École de Francfort, dont Max Horkheimer et Theodor W. Adorno, ainsi qu'avec Bertolt Brecht et Helene Weigel[réf. nécessaire]. Le psychanalyste Bruno Bettelheim a fait partie de ses clients. Erich Cohn-Bendit meurt en 1959.

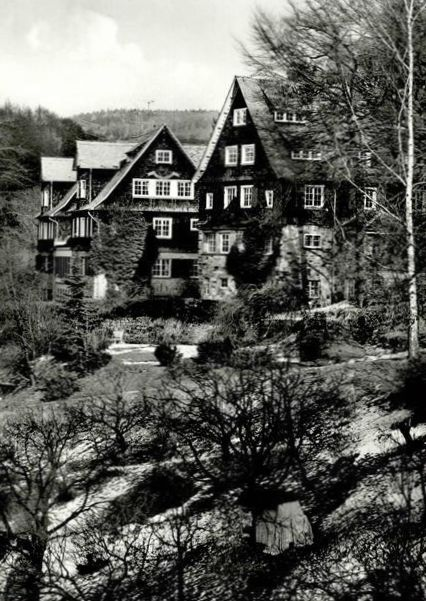
Carte postale montrant l'Odenwaldschule (vers 1958).

En 1956, Daniel entre au lycée Buffon de Paris, où il fait sa sixième et sa cinquième. Sa mère, ayant rejoint son père atteint d'un cancer du poumon (Daniel restant sous la garde de sa grand-mère), le fait venir à son tour en Allemagne en 1958 et l'inscrit dans un internat non conventionnel, l'Odenwaldschule, situé à la campagne à Oberhambach-Heppenheim, non loin de Mannheim et à 60 km de Francfort. Là, le jeune Daniel prend des responsabilités : il est élu délégué pratiquement chaque année ; il se retrouve le plus jeune lycéen à la tête du parlement des élèves, trois années de suite ; il y organise également le boycott des cours de sport. Il reste fortement marqué par son passage à l'Odenwaldschule - une école « tout droit issue de la tradition alternative des années 1920 » - ; il souligne par la suite qu'être allé dans cette école autogérée et y avoir fait autant de théâtre a joué un rôle important dans sa vie.
Après la mort de son mari en 1959, Herta Cohn-Bendit rentre en France, et Hannah Arendt se déplace des États-Unis pour lui présenter ses condoléances en Europe. Daniel a 14 ans. Herta meurt en 1963 d'une attaque cardiaque au cours d'une visite chez sa belle-sœur à Londres. Daniel âgé de 18 ans est alors placé sous la tutelle de l'ancien associé de son père ; il termine ses études secondaires à Oberhambach, y présente en 1964, un exposé sur « La gauche en France » (Die Linke in Frankreich) et passe le baccalauréat allemand (Abitur) en 1965.
Il revient alors en France faire ses études supérieures en sociologie et bénéficie d'une bourse du gouvernement allemand en raison des dommages causés à sa famille par le nazisme. Il habite square Léon-Guillot dans le 15e arrondissement de Paris avec sa grand-mère, dans l'ancien deux-pièces de ses parents,.
Durant ces années, il fait aussi des séjours notables à l'étranger : en Angleterre en 1962, en Israël en 1963 et aux États-Unis en 1964, dans la famille de Thomas Bieber, ancien de Cailly-sur-Eure. En Israël, il séjourne dans le kibboutz HaZorea où vivent des membres de la famille de sa mère, « sioniste éclairée », selon ses mots.

### Mouvement de Mai 68

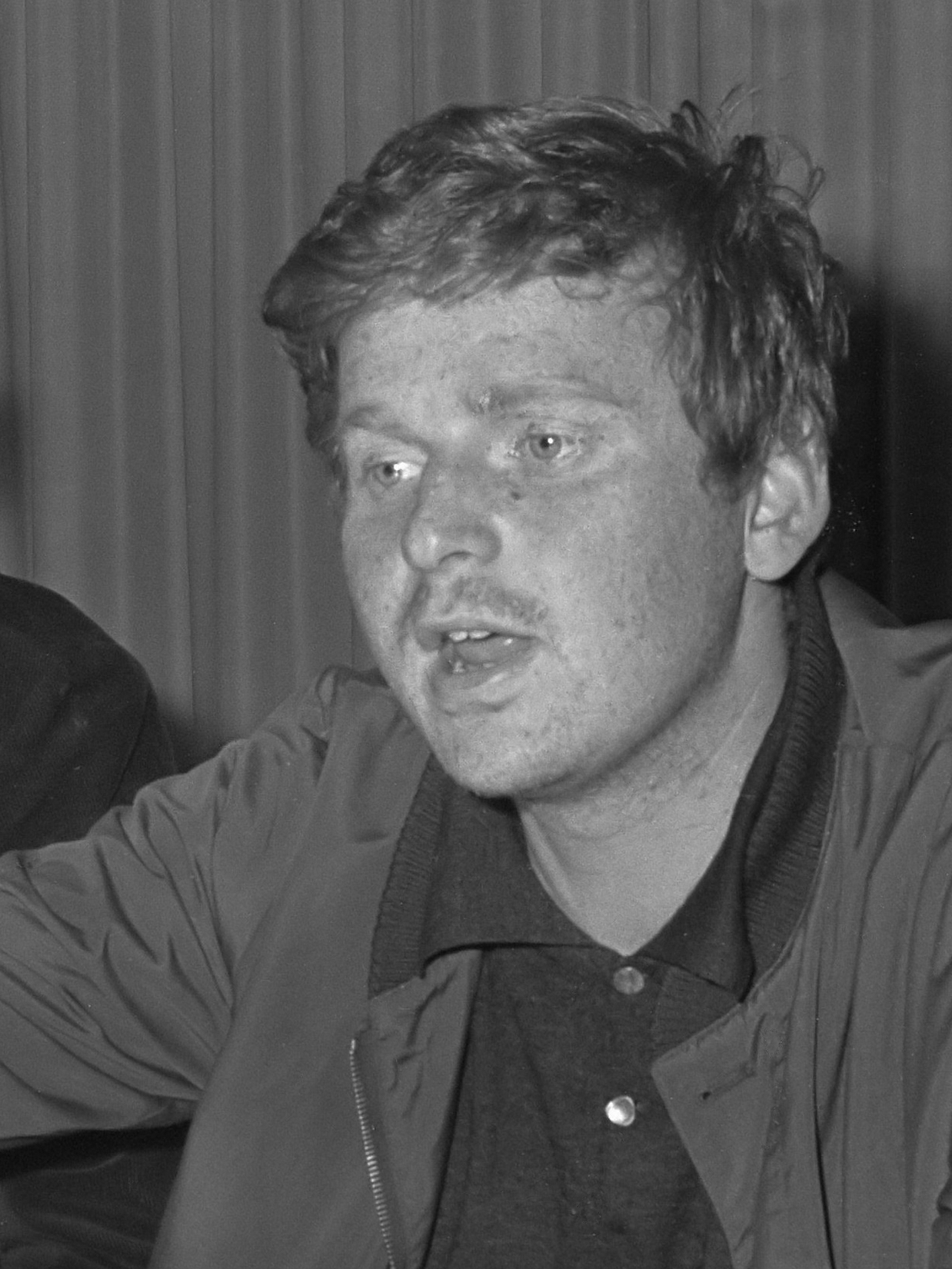
Daniel Cohn-Bendit en 1968.

Lycéen, Daniel Cohn-Bendit participe à l'été 1965 à des campings libertaires avec son frère Gabriel Cohn-Bendit, tout comme Jean-Pierre Duteuil qu'il rencontre à la rentrée 1966-1967, en sociologie à la faculté de Nanterre (ouverte fin 1964), après une année de propédeutique à la Sorbonne-Censier. Tous deux sont à la « Liaison des étudiants anarchistes » (LEA), composante de la Fédération anarchiste (FA), qui devient Noir et Rouge après son exclusion de la FA en 1967,.
Daniel Cohn-Bendit est présent les 16 et 17 novembre 1966, quand une « trentaine de militants » du groupe d'extrême droite Occident « ont attaqué un meeting » de gauche devant le restaurant universitaire de Nanterre. Ceux-ci ont déclenché « une violente bagarre à coups de barre de fer et de manches de pioche ». Le bilan est de « deux blessés graves parmi les membres des mouvements de gauche et une dizaine de blessés légers »,. Ces attaques sont suivies par celles contre le lycée Jacques Decour et le Lycée Voltaire le 11 décembre 1966, blessant gravement Pierre Rousset, militant des JCR puis celle du 12 janvier 1967 sur le campus de l’université de Rouen où un autre militant JCR est aussi gravement touché, ce qui déclenche 13 interpellations, affaiblissant Occident au début de 1967.
Lors d'une réunion nationale de l'UNEF, il se voit privé de parole faute de mandat. Retirée depuis 1962 de la gestion des résidences et restaurants, l'UNEF est depuis 1967 dirigée par des étudiants du PSU, qui réunit des opposants à la Guerre d'Algérie depuis sa fondation en 1960. Force majeure d'opposition à cette guerre, le syndicat est privé de subventions, partiellement depuis 1961 et totalement depuis 1965, par des gouvernements gaullistes.

#### Les mobilisations de l'année 1967 à Nanterre

##### Contexte
En 1967, Daniel Cohn-Bendit ne fait pas partie des leaders des deux principales mobilisations sur le campus de Nanterre, ni à la Résidence universitaire de Nanterre en mars, ni en novembre-décembre contre les pénuries d'enseignants liées à la Réforme Fouchet des universités, même si les anarchistes avaient dès 1966 fondé au sein de l'UNEF locale une « Tendance syndicaliste révolutionnaire fédéraliste » leur permettant début 1967 d'être élus représentants UNEF du pôle philosophie-sociologie-psychologie, grâce à l’absence d’une partie du bureau, orchestrée par les lambertistes du CLER. Mais à la rentrée suivante, en octobre 1967, l'UNEF-Nanterre échoue à élire son bureau avant d'y parvenir début janvier, quand Jean-François Godchau devient président.
À la Saint-Valentin 1967, débute un mouvement national dans les résidences universitaires, lancé par la FRUF dans une dizaine de villes, pour que toute étudiante ait le droit d'inviter son compagnon dans sa chambre sans être obligée de se rendre dans les bâtiments masculins. Cette revendication de la FRUF a déjà abouti à la Résidence d'Antony,. Le 16 octobre 1965, huit résidents y avaient été traduits en conseil de discipline, déclenchant en 1965-1966 une pétition de 1 500 signatures contre les loges permettant de contrôler les entrées, débouchant en 1966 sur la mixité des bâtiments.
La FRUF veut aussi bloquer les hausses de loyers et le droit de rester plus de 3 ans en résidence. À Nanterre, Dominique Tabah préside l’Association des résidents (ARCUN-FRUF) avec 800 adhérents sur 1 400 résidents. À sa demande, 60 étudiants occupent un des bâtiments féminins pour la Saint-Valentin 1967 et n'en sortent qu'en échange de ne pas être sanctionnés, promesse non respectée pour 29 d'entre eux. L'ARCUN organise dès mars 1967 des conférences sur la sexualité et l'œuvre de Whilhem Reich, avec le Planning familial.
Dans cette université construite en urgence, face à l'afflux croissant de bacheliers, la rentrée suivante est tendue. Dès le 7 novembre, l'UNEF lance des mobilisations contre les pénuries accompagnant la Réforme Fouchet des universités et à Nanterre environ 400 personnes protestent contre le dénuement : bibliothèque et installations sportives non terminées, laboratoires de langues indisponibles.
Le 10 novembre, les étudiants de licence se mettent en grève. Le reste du département de sociologie suit le 17 : on dénombre 500 grévistes. Le conflit touche tous les départements, pour des équivalences entre ancienne et nouvelle licence, point faible du « Plan Fouchet ». Des amphithéâtres sont occupés. L'UNEF met en place des comités de grève incluant des non-syndiqués, présidés par Philippe Meyer, qui anime une paroisse étudiante dans un pavillon sur le campus. Son « comité d'action » donne naissance au journal-mouvement d'actualité sociale Nous sommes en marche (1968-1972). Yves Stourdzé de l'UNEF y représente la sociologie. Le 25 novembre 1967, un millier d'étudiants en grève manifestent en présence de Raymond Barbet, maire PCF de Nanterre, hué et sifflé par les anarchistes.
Début décembre, un débat réunit dans le hall central de l'Université devant 2 000 étudiants le doyen Pierre Grappin et les deux animateurs de la grève, Philippe Meyer pour les non-syndiqués et Jean-François Godchau, de l'ARCUN-FRUF, qui sera élu dans la foulée président de l'UNEF-Nanterre. Grappin leur offre d'étendre à tous les départements les comités enseignants-étudiants qu'avait obtenus Philippe Meyer plus tôt. Les anarchistes les dénoncent car ils sont sans pouvoir et l'UNEF avec.
Les enseignants votent à nouveau la grève s'il n'y a pas de crédits supplémentaires. L'UNEF lance une semaine d'action, du 11 au 16 décembre combinant l'opposition au Plan Fouchet à la grève CFDT-CGT du 13 décembre 1967 contre les ordonnances sur la sécurité sociale, qui voit une demi-douzaine de lycées parisiens en grève, première étape du mouvement lycéen de Mai 68. La crainte d'un coup de frein à la démocratisation des soins de santé et de l'université contribue au mécontentement social général : les « jours perdus pour fait de grève », 4,2 millions en 1967, ont quadruplé en deux ans et début 1968 des grévistes affrontent la police à Caen, Mulhouse ou au Mans.

##### Action de Daniel Cohn-Bendit
Tous les vendredis à Nanterre, Daniel Cohn-Bendit participe au festin réunissant assistants et étudiants dans le bureau d'Henri Lefebvre, qui avait été confronté à l'Internationale situationniste lorsqu'il enseignait à Strasbourg, avant de fonder à Nanterre le département de sociologie où il « tente un renouvellement du rapport pédagogique de façon tâtonnante », évoqué en 1970 par le roman-témoignage de Robert Merle.
L'un des professeurs de sociologie, Michel Crozier, reproche à ce groupe d'empêcher certains cours par la force, avec parfois des coups de poing, ou de tutoyer les professeurs pour les déstabiliser. C'est aussi l'époque où les anarchistes de la tendance Duteuil-Cohn-Bendit, doivent quitter la Fédération anarchiste après son congrès de Bordeaux, tenu du 10 au 12 novembre 1967. Depuis le printemps 1967, l'écrivain Maurice Joyeux, proche de Force ouvrière, diffuse un texte titré L’hydre de Lerne, et sous-titré « la maladie infantile de l’anarchie » qui dénonce l'influence des idées marxistes et situationnistes au sein de la mouvance anarchiste et les « révolutionnaires de salon ».

#### Influence des Nantais et affaire de la piscine
Les situationnistes de Nanterre, René Riesel et le Nantais Gérard Bigorgne, profitent des vacances de Noël pour discuter avec ceux de Nantes, dont les actions pour la mixité des résidences ont causé l'arrestation de Juvénal Quillet, le 19 décembre, juste après avoir élu président de l'Association des résidents des cités universitaires de Nantes,.
Les occupations de résidences obtenant un large soutien local (CGT, CFDT, FO), il est décidé qu'une centaine de Nantaises envahiront le 27 décembre puis le 23 janvier Launay-Violette, cité réservée aux garçons.
Entre-temps, le Secours catholique a ouvert fin décembre un centre culturel de 150 animateurs pour les 10 000 personnes du bidonville tout proche du pavillon où la paroisse étudiante de Nanterre est animée par Philippe Meyer.
Le ministre de la Jeunesse et des Sports François Missoffe, qui avait lancé juste après l'élection présidentielle de décembre 1965 une vaste consultation des jeunes, le Tour de France Inter, aux résultats présentés en novembre 1967, ne veut pas être en reste : le 8 janvier 1968, il inaugure les installations sportives universitaires réclamées, tout comme la bibliothèque, lors de la grève de novembre sur le campus devant « tout le corps professoral », de 17 h 20 à 17 h 40. Une cinquantaine d'étudiants l'accueillent avec « des cris hostiles », « menés par un certain Marc Daniel Kohn-Bendit », selon une note des Renseignements généraux, qui orthographie incorrectement son nom, alors qu'une note du 15 décembre 1966 évoquait son interpellation lors d'une manifestation pour la libération de l'agronome péruvien Hugo Blanco (en) devant l'ambassade du Pérou, condamné en 1966 à 25 ans de prison par un tribunal militaire pour la fusillade du 14 novembre 1962, puis en appel en octobre 1967, ce qui avait déclenché une autre manifestation parisienne. La note précise aussi qu'il avait « œuvré au sabotage des élections à l'Association des groupes d'études de Nanterre » créée par l'UNEF.

##### Action de Daniel Cohn-Bendit
Daniel Cohn-Bendit interpelle le ministre sur son rapport publié à l'automne : « 400 pages sur la jeunesse, et pas un mot sur la sexualité ! ». Le ministre lui suggère de s'apaiser par un bain. L'étudiant répond que cette réplique est digne du nazisme,. Le conseil de discipline de Nanterre le convoque pour le surlendemain,, mais décide de ne pas le sanctionner. Le ministre de l'Éducation Alain Peyrefitte a téléphoné à Missoffe, qui exclut toute sanction. Alain Peyrefitte affirme dans ses mémoires avoir demandé l'expulsion de Daniel Cohn-Bendit à son prédécesseur Christian Fouchet lors des violences de mars, sans l'obtenir.
Ce 8 janvier, seul Le Monde a couvert l'inauguration de la piscine et son article ne mentionne pas l'incident, dont la majorité des étudiants ont pu avoir une vague idée, par deux graffitis obscènes tracés sur le sol, « Ce soir, à 18 heures, partouze à la piscine » et « Tous à l'orgie vandale ». Un mois plus tard, ce dialogue sera dévoilé à la presse par Gabriel Cohn-Bendit, son frère et son avocat, comme une diversion, à la suite d'une affaire bien plus grave, une émeute avec la police dans un hall de la Faculté, causée par une trentaine de pancartes-photos dénonçant des policiers en civil et des « listes noires ».

#### Affaire des listes noires et du doyen représenté en nazi
Entre-temps Le Figaro du 20 janvier 1968 a publié un communiqué protestant contre le risque d'exclusion d'un lycéen parisien des JCR, Romain Goupil, après une grève le 11 janvier. À Nanterre, Cohn-Bendit fait courir qu'il est menacé, via un nouvel épisode de « l'affaire des listes noires » née huit mois plus tôt. En avril 1967 à Nanterre, un meeting avait protesté contre les menaces de sanction visant 29 personnes ayant participé les semaines précédentes aux occupations des bâtiments des filles, dont plusieurs absentes au moment de l'occupation, suscitant un soupçon de fichage politique. Le meeting avait été suivi par une première campagne contre les listes noires, car certains des 29 n'étaient pas là lors de l'occupation. La rumeur avait été relancée en juin 1967, quand Henri Raymond, assistant en sociologie, avait soumis une liste d'étudiants à exempter d'un examen final, dont l'un faisait partie des 29 sanctionnés en mars 1967. L'UNEF avait alors souligné que cette liste est déjà ancienne, mais sans rassurer. « C'est un professeur connu de Nanterre qui en a affirmé l'existence lors d'une réunion officielle », le directeur du département de sociologie, Henri Lefebvre, qui déjeune régulièrement avec le groupe de Cohn-Bendit.
L'administration dément mais Henri Lefebvre, lui, « se porte garant de leur existence », affirme Jean-Pierre Duteuil. La rumeur a resurgi lors de la grève de novembre à Nanterre puis lors de l'affichage des échanges de courriers entre François Missoffe et Cohn-Bendit, qui déclare fin janvier : « si je pars, cette fac deviendra un repaire de flics, une prison, un bagne, il faut réagir tout de suite ». Jean-François Godchau, pour l'UNEF, prépare une réunion sur ce thème. Soucieux de le prendre de vitesse, Cohn-Bendit organise avec Jean-Pierre Duteuil, Janin et Brimberg une manifestation, le matin du 26 janvier dans le grand hall de la faculté de lettres : 30 « barbus chevelus » précédés par Jean-Pierre Duteuil « surgissent en poussant de grands cris », avec à bout de bras des panneaux sur lesquels on peut lire : « Pas de flics dans la maison », « Non aux listes noires ». Sur ces panneaux des photos, prises dans l'université, de « policiers en civil », selon leurs auteurs. La veille, Duteuil a confectionné un des panneaux avec une photo du doyen Pierre Grappin, affublé d'une moustache à la Hitler, au-dessus d'une légende en grosses lettres « Grappin nazi »,.
Des appariteurs, menés par le secrétaire général de l'Université Christian Rivière, sont bousculés. L'un d'eux reçoit un coup de poing de Jean-Pierre Duteuil. Le doyen accepte de sortir de son cours pour autoriser un appel au commissariat de Nanterre : une douzaine de policiers arrivent. Cinq d'entre eux, montés dans les couloirs du département de sociologie, se font expulser par les étudiants, avant d'obtenir des renforts casqués, à midi, au moment où des centaines d'étudiants sortent de cours et s'arment de pieds de chaise et de table, pour chasser les policiers, dans une véritable émeute.
Le lendemain, l'assemblée des professeurs dément toute liste noire et demande à l'assistant de sociologie Henri Raymond une mise au point sur le malentendu de 1967. L'émotion est générale. Les étudiants communistes dénoncent tant la bagarre que « la surveillance constante du campus » par la police, dans L'Éveil des Hauts-de-Seine, l'hebdomadaire départemental communiste. Un communiqué de la FNEF (droite) dénonce « un sabotage systématique perpétré par des déséquilibrés et des malades mentaux » et une lettre du doyen Pierre Grappin, datée du 29 janvier, « des dégradations graves (…) au mobilier de la faculté ainsi qu'à plusieurs automobiles ».
C'est alors que le nom de Cohn-Bendit apparaît pour la première fois dans la presse, au deuxième paragraphe d'un article dans Le Monde, le 29 janvier 1968, mentionnant ses amis anarchistes comme ayant organisé la manifestation du 26 janvier, pour protester contre les listes noires, certains évoquant le risque d'expulsion de Cohn-Bendit.
Pierre Grappin rappelle son passé de résistant et que l'arrivée de la police se justifiait par le communiqué des départements de géographie, lettres modernes, anglais, espagnol et italien de Nanterre, repris par l'AFP et Le Monde, dénonçant « les menées provocatrices d'un petit nombre ». Il décide d'expulser un étudiant de la résidence, Patrick Cheval. Ses camarades situationnistes quittent immédiatement le groupe anarchiste pour créer celui des « Enragés ».
Daniel Cohn-Bendit est convoqué, cette fois le 16 février, non plus en conseil de discipline mais à la préfecture de police, en raison de cette émeute du 26 janvier. Il demande conseil à son frère Gabriel qui écrit une « Tribune à la presse » en réponse aux journaux ayant évoqué l'émeute, commençant par « votre journal en particulier a relaté les incidents » de la fin janvier pour braquer ensuite les projecteurs sur le dialogue du 8 janvier de la piscine et rappeler « pourquoi l’un d’entre nous est Français et l’autre Allemand ».
Son professeur Alain Touraine fait voter, avec Michel Crozier, une motion d'enseignants de sociologie contre son expulsion, évoquée dans un article du Nouvel observateur du 7 février sur les « listes noires » qui révèle ce risque d'expulsion. Le SNESup demande aussi au ministère de l'épargner. Jean-François Godchau écrit dans sa chambre de la résidence un texte clarifiant la position de l'UNEF Nanterre qu'il préside depuis la mi-janvier : oui au soutien de tout étudiant menacé d'expulsion mais non aux actions non décidées collectivement par le syndicat.
Dans un article de deux paragraphes, Le Monde du 8 février révèle sa convocation, en citant pour la première fois son nom, et précise qu'il lui est reproché d'avoir perturbé une assemblée locale de l'UNEF, mais que ce syndicat n'a cependant « jamais protesté officiellement contre les agissements des anarchistes » et évoque brièvement l'incident de la piscine, survenu un mois plus tôt.
Gabriel Cohn-Bendit a entre-temps demandé un avocat à l'UNEF : François Sarda, ex-candidat gaulliste aux législatives de 1962, qui a rédigé le 6 février un mémoire, très rapidement, ce qui entraîne quelques erreurs factuelles. En annexe, une lettre recommandée de Cohn-Bendit à François Missoffe, écrite le même jour avec l'aide de son frère Gabriel qui regrette un « malentendu ». La lettre de réponse du ministre rappelant qu'il n'avait demandé aucune sanction,, précisant que « l'affaire est close », et lui proposant de prendre rendez-vous s'il veut s'exprimer n'est pas annexée.
Daniel Cohn-Bendit a ensuite « affiché dans tout Nanterre » cet échange de courriers et « on a fait courir la rumeur » que la fille de Missoffe « était sa maîtresse » alors qu'elle ne l’avait « jamais vu de sa vie », selon François Missoffe qui a appris l'histoire par sa fille Françoise, elle aussi étudiante à Nanterre mais en histoire,. L'hebdomadaire Minute a lancé la rumeur,, et même le reporter Jean Bertolino, instruit par l'avocat François Sarda, l'a diffusée. François Sarda transmet ensuite le dossier UNEF à Henri Leclerc.
Trois mois après, quand Cohn-Bendit devient célèbre, l'étudiante, doit passer mai et juin 1968 en Normandie, pour fuir les paparazzi qui la harcèlent. La rumeur infondée d'une intervention de la jeune femme auprès de son père, catégoriquement démentie dès 2000, a perduré, d'abord dans une des premières interventions à l'Assemblée nationale de Roger Holeindre (Front national) en 1987, puis dans le livre de Gabriel Cohn-Bendit en 1999 et dans les entretiens avec Stéphane Paoli et Jean Viard publiés en novembre 2009 par son frère, qui l'année suivante ne met plus le détail qu'au conditionnel dans sa biographie par Emelyne Cazi, s'attirant en 2011 une série de démentis cinglants de l'intéressée,,, mariée depuis le 12 février 1970 à un chef d'entreprise[réf. nécessaire]. Elle n'a « jamais mis les pieds » dans une réunion du groupe anarchiste, avait rappelé dès 2008 son fondateur Jean-Pierre Duteuil.
Le 14 février, l'UNEF et la FRUF proclament à l'échelle nationale, « l'abrogation unilatérale du règlement» des résidences universitaires » pour la Saint-Valentin. À Nanterre, l'occupation du bâtiment des filles est menée par Jean-François Godchau, qui fait enlever et cacher les quatorze portes électriques installées par l'administration, tout comme les étudiants d'Antony avaient neutralisé les loges de concierge. Le sujet est évoqué au Conseil des ministres du 14 février, sans mention de Cohn-Bendit mais plutôt des incidents constatés dès la veille à Nice.
Ce même 14 février, les anarchistes de Nanterre envahissent l’amphithéâtre où joue une pièce de Paul Claudel puis le lendemain celui du cours de psychologie de Didier Anzieu, afin d'attirer l'attention sur la convocation de Daniel Cohn-Bendit à la préfecture. L'incident « tourne au pugilat entre occupants anarchistes et militants JCR, conduits par Jean-François Godchau, qui tentent de ramener leurs camarades anarchistes à la raison » : les anarchistes les chassent à coups de projectiles, ce qui entraîne, par protestation, la démission de Jean-François Godchau et de tout le bureau de l'UNEF Nanterre,, où il est remplacé par Alain Lenfant, un autre JCR.
Finalement, le 16 février, la commission d'expulsion de la préfecture de police de Paris passe l'éponge pour Cohn-Bendit. Le lendemain, il est à Berlin, pour le congrès sur le Vietnam des 17-18 février, qui a réuni des milliers de contestataires européens, dont 500 Français. Il y fait la connaissance de Rudi Dutschke. Deux jours après le retour à Paris, c'est la journée anti-impérialiste du 21 février, boulevard Saint-Michel à Paris, qui permet de tester les méthodes de manifestations apprises à Berlin : slogans hachés, frappés dans les mains, sautillements sur place, banderoles en lettres de feu.

#### Le mouvement du 22 mars
Le 7 mars 1968, la Fédération nationale des étudiants de France (FNEF) a réussi une percée électorale à Nanterre aux élections universitaires à la MNEF, qui la voient passer de 6 % des voix à 32 % des voix, en profitant des divisions entre gauchistes et communistes au sein de l'UNEF Nanterre et après la création d'un journal Facwest dénonçant les « manifestations du 26 janvier et les tracts qui suivirent (...) un mauvais coup porté à l'ensemble des étudiants ». L'UNEF est visée, mais aussi les anarchistes, qui voulaient la détruire et « ne pardonneront pas aux fascistes-camouflés cette attaque-surprise » sous forme de journal, selon le reporter Jean Bertolino. Des disputes éclatent devant le siège de la MNEF à Paris, entre la FNEF et le CLER trotskiste, qui a placé de nombreux militants parmi les nouveaux élus et contrôle l'UNEF dans des villes comme Clermont-Ferrand.
Le nombre de délégués par ville représentée à l'UNEF devient très disputé. Depuis février 1967, de nombreuses branches locales, tenues par la droite (Sciences-Po, Paris-Science, Médecine et Pharmacie, pour la région parisienne) ne paient plus leur cotisation à l'UNEF, dont elles dénoncent, devant les tribunaux, les pertes financières causées par la fin des subventions depuis 1965. À l'hiver 1967-168, elles espèrent reprendre le bureau national de l'UNEF.
Le 14 mars 1968 a lieu un boycott des examens en philosophie à Nanterre. Le même jour, l'UNEF mobilise 5 000 étudiants à Paris, après avoir dénoncé « désinvolture et hypocrisie » dans les propositions du ministre de l'Éducation nationale sur un nouveau règlement des résidences. Mais le syndicat se retrouve trois jours plus tard dans l'impossibilité d'élire un nouveau président lors de son assemblée générale.
La direction de l'UNEF a fait appel au service d'ordre du PSU, renforcé par celui du PCF car la réunion a lieu dans un local de la mairie communiste de Colombes. Le nombre de représentants par université a été fixé à deux, ce qui est critiqué par des militants du CLER (trotskiste) qui se voient interdire l'accès à la salle et protestent. Des gardes mobiles interviennent au moment où l'Assemblée générale demande aux délégations d'aider dans chacune de leurs villes à la création de Comités d'action lycéens et semblent prendre le parti du service ordre PSU-PCF[pas clair]. Quittent alors la salle, aussi bien les militants de droite, que les maoïstes, CLER ou JCR. Tous dénoncent la double présence de policiers et du service d'ordre du PCF, Jean-François Godchau (JCR) s'étonnant que le bureau de l'UNEF ne proteste pas.
Juste après, les anarchistes de Nanterre fustigent dans un tract l'existence d'un service d'ordre commun au PSU et au PCF, accusant la direction de l'UNEF d'avoir appelé la police, et organisent à leur tour un boycott des examens, cette fois en sociologie. Leur rivaux, les « Enragés », distribuent le 19 mars un tract présentant leur mentor, Henri Lefebvre comme « un des plus célèbres agents de la récupération de ce demi-siècle ». Le 21 mars, c'est l'ARCUN-FRUF qui lance une nouvelle occupation à la Résidence universitaire de Nanterre. La veille, Xavier Langlade, chef du service d'ordre des JCR, étudiant à Nanterre, a été arrêté lors d'un raid de nuit contre l'American Express pour dénoncer la Guerre du Viêt Nam. Cohn-Bendit fait partie des trois orateurs d'un meeting pour sa libération le 22 mars à midi à Nanterre, où il propose sans succès de se servir des micros permettant de se faire entendre de toute la faculté. Vers 21 heures, plusieurs dizaines d'étudiants occupent le huitième étage du bâtiment administratif de l'université. Arrivés dans la salle un quart d'heure avant les autres, une dizaine d'Enragés sortent trois verres puis partent cinq minutes après un discours de Cohn-Bendit leur reprochant de voler ces verres,.
Avec une vingtaine de militants, Cohn-Bendit annonce l'occupation pendant le concert l'Orchestre de Paris dans l'amphithéâtre B2 de la faculté, se heurtant aux protestations du public. L'épisode sera raconté avec humour en 1970 dans le roman « simultanéiste » Derrière la vitre préparé dès 1967. Robert Merle, professeur de linguistique sur le campus, y met en scène Cohn‑Bendit, tribun « habile » mais « opportuniste », observe l'historien Jacques Cantier, qui accompagne plutôt qu’il ne suscite une occupation proposée par son ami Jean-Pierre Duteuil. Le philosophe Daniel Bensaïd en est absent, mais pas les autres proches de Cohn-Bendit, son « demi-frère Pierre Brimberg », et le trio de futurs maoïstes, Olivier Castro, Danièle Shulman et IIsabelle de Saint-Saens. C'est la création du Mouvement du 22 Mars, qui diffuse quatre jours après sur le campus son « Manifeste » contre l'université, l'impérialisme et le capitalisme, appelant à « rompre avec des techniques de contestation qui ne peuvent plus rien ».
Le doyen Pierre Grappin dénonce 15 000 francs de dégâts et annonce le 27 mars que l'Université est fermée pour deux jours, après l'avis majoritaire des professeurs, critiqué cependant par une forte minorité réunissant Henri Lefebvre, Alain Touraine mais aussi Robert Merle, proche du PCF. La fermeture éveille l'intérêt de la presse. L'ORTF vient à la résidence le 26 mars et interviewe le président FNEF des étudiants en lettres, qui « appelle au dialogue » avec les autorités et dénonce vigoureusement le Mouvement du 22 Mars. Dans Le Figaro, Claude Gambiez et Jean Papillon distinguent la masse des étudiants de Nanterre, des « agités, responsables selon eux d'« une note à payer de plusieurs millions ».
La veille, Daniel Cohn-Bendit s'est invité dans une conférence de presse à 21 heures au foyer F de la Résidence universitaire de Nanterre, qui se transforme en procès de trois journalistes, de L'Humanité, du Corriere della Sera et Combat, organisé par Cohn-Bendit devenu « l'accusateur public, le Fouquier-Tinville de Nanterre », selon le reportage du jeune journaliste, qui se laisse cependant intimider et décrit l'accusateur comme « sortant des théories quarante-huitardes et généreuses et une remise en question des choses et des dogmes qui réconfortent l'âme », et « sortant des idées frappantes comme des coups de poing ». L'article décrit cependant les contestataires comme sales et débraillés, ce qui vaut à Combat d'être salué dans un tract déplorant le « peu de virilité dans une faculté où les trois-quarts des étudiants sont des filles », signé : « les commissions de liaison de la Faculté des lettres de Nanterre », paravent de la FNEF.

#### Avril, l'attentat contre Rudi Dutschke et tensions à l'UNEF
Début avril, le Mouvement du 22 Mars de Daniel Cohn-Bendit est dénoncé par des tracts moqueurs de la FNEF, qui réunit le 2 avril quelques centaines d'étudiants dans un amphithéâtre pour demander son éviction, mais aussi par les élus communistes de Nanterre, le 4 avril, tandis que la situation se tend aussi à l'UNEF. Las de « l'envahissement régulier des locaux », rue Soufflot à Paris, par des délégations organisées par le CLER, le bureau s'est replié dans le local mieux gardé du SNESup, Rue Monsieur-le-Prince. Mais les rangs étudiants se resserrent dans les jours qui suivent l'attentat du 11 avril 1968 contre Rudi Dutschke, leader du SDS allemand par Josef Bachmann, retrouvé avec une photo de Dutschke et un exemplaire du magazine National-Zeitung, qui amène les étudiants à dénoncer Bild-Zeitung, accusé d'avoir appelé depuis plusieurs jours à la répression. Sa santé empire et le 19 avril 1968 une manifestation parisienne de soutien tourne à la colère violente, contre des voitures de police.
Le dimanche 21 avril 1968, une nouvelle assemblée générale de l'UNEF doit, de 15 heures à minuit, dans un amphithéâtre annexe de La Sorbonne, trouver un successeur à son président Michel Perraud. Lors de la précédente, on lui a reproché la présence d'un service d'ordre associant PCF et PSU, puis l'intervention de la police. L'UJCml avait proposé le sien, mais réclamait une demande publique, ce qui a choqué au sein du PSU : le président Perraud a été convoqué à la mi avril 1968, pour « déviation maoïste » devant la commission des conflits du PSU, où le bureau, mené depuis 1967 par Michel Rocard affiche sa défiance envers le gauchisme. Le PSU estime qu'un de ses militants, Jacques Sauvageot doit lui succéder à la tête de l'UNEF,. Mais au soir du 21 avril, des associations générales d’étudiants tenues par la droite via la FNEF, menées par Olivier Noc, le président du groupe Sciences-Po font irruption. Suspendues pour non-paiement de leurs cotisations, elles protestent contre le projet d'exclusion de celles restées dans l'UNEF. Parmi les intrus, des militants d'extrême-droite, appelés ou tolérés par Olivier Noc.
Des heurts font trois blessés dont un sérieusement entre les intrus et les trotskistes du CLER, qui ensuite perdent un vote sur leur proposition de boycotter des examens. Entre temps, la police a fait évacuer la salle et l'élection du président, prévue en fin d'assemblée, est de nouveau reportée : le vice-président Jacques Sauvageot doit à nouveau assumer l'intérim, porté par une coalition de communistes, trotskistes et maoïstes s'étant opposés à l'intrusion de la FNEF,,,. L'Amicale des élèves de l'Institut d'études politiques de Paris accuse Michel Perraud d'avoir « encouragé les délégués trotskistes » à expulser sa délégation, sans intervenir « pour secourir les blessés ».
Le mouvement d'extrême-droite Occident est alors depuis un an très affaibli par les 13 condamnations du 12 juillet 1967 pour « violence et voies de fait avec armes et préméditation », sanctionnant son attaque du 12 janvier 1967 sur le campus de l’université de Rouen qui a failli causer un mort, mais il instille des tensions via des incendies ou bris de vitres nocturnes. Ainsi, le 19 avril, avant-veille de l'Assemblée de l'UNEF, Occident est soupçonné d'avoir brisé les vitrines, rue Gît-le-Cœur, d'une librairie et d'un cinéma sympathisant du Comité Vietnam National, projetant le film de Joris Ivens sur la guerre du Viêt Nam, 17e Parallèle,.

#### Les violences à Nanterre et Toulouse
Le 22 avril 1968, lendemain de l'Assemblée de l'UNEF, le Mouvement du 22 Mars lance à Nanterre des représailles contre le local de la FNEF, dirigée à Nanterre par Jean-Luc Gréau, car la FNEF est jugée responsable de l'intrusion de la Sorbonne. Ils affichent « FNEF = Occident » sur ce local et à une centaine, ils empêchent une quinzaine militants d'en sortir pendant quinze minutes avant de faire pleuvoir les coups sur « les reins, les jambes, les bras, les crânes » des quinze. Dans un livre de souvenirs, Alain Peyrefitte, parle, par approximation, de saccages du siège de l'UNEF, des locaux du Comité Vietnam National et du local de la FNEF, ce qui n'est confirmé par aucune autre source.
« C’est ainsi que les heurts se sont déclenchés », observe Le Monde, en constatant que « des bagarres ont de nouveau éclaté le lendemain 23 avril», faisant « plusieurs blessés » : après avoir contredit Cohn-Bendit lors d'un cours en travaux pratiques de lettres dans la Faculté, Hubert de Kervenoaël, un militant de Nanterre de la FNEF a été menacé par ce dernier : « Toi le fasciste, on aura ta peau ». Dix minutes après, il est frappé par une dizaine d'étudiants et délesté de son portefeuille. Selon l'historien américain Bertram Gordon, cité par son compatriote Michael Seidman, Hubert de Kervenoaël, qui écope de dix points de suture, ne militait pas à Occident. Didier Gallot, président FNEF de l'Association des Étudiants en Lettres, qui avait été interviewé le 26 mars par l'ORTF pour plaider le dialogue avec les autorités universitaires décide d'accompagner Hubert de Kervenoaël déposer plainte contre Cohn-Bendit.
La bagarre du 23 avril à Nanterre est suivie le 25 avril à Nanterre par d'autres violences, qui ont visé cette fois le dirigeant communiste Pierre Juquin, invité à une réunion-débat des étudiants communistes dans un amphithéâtre. Cohn-Bendit avait convenu avec les maoïstes de l'UJCml qu'il lui poserait des questions sur les articles hostiles de L’Humanité concernant Nanterre, ces derniers ne chassant Juquin que s'il refuse de répondre. Pierre Juquin visite d'abord le doyen, dans son bureau, puis est interpellé par Daniel Cohn-Bendit dans l'amphithéâtre. Au bout de quelques minutes de battements de pieds et huées, les maoïstes montent à l'assaut de la tribune, le forçant s'échapper par la porte de derrière.
Un autre débat a lieu avec André Gorz et Laurent Schwartz une demi-heure plus tard à Nanterre. Daniel Cohn-Bendit se pose cette fois en défenseur de la liberté d'expression, lorsqu'un militant du CLER interrompt Schwartz. Cohn-Bendit laisse entendre ainsi que sans son intervention, celui-ci aurait pu être empêché de parler. La séquence ne sera rapportée que deux semaines plus tard, lors de la comparution de Cohn-Bendit devant une commission de discipline à La Sorbonne, dans un article dans Le Monde du 7 mai, soulignant que ce militant était isolé, le CLER ayant peu de militants à Nanterre et étant surtout actif à l'UNEF-Sorbonne en philosophie, psychologie et espagnol avec Claude Chisserey et Charles Berg.
Le 25 avril à Toulouse a lieu, en rétorsion aux violences de Nanterre, l'attaque à coups de fumigènes d'une réunion dans un amphithéâtre où s'exprimait le Nanterrois Daniel Bensaïd. La résistance des étudiants barricadés dans l'amphithéâtre, au nom de la liberté d'expression, donne naissance au Mouvement du 25 avril et suscite dès le lendemain une couverture importante de la presse. Le ministre de l'Éducation nationale réagit immédiatement : il réunit plusieurs doyens à la Sorbonne le samedi 27 avril et convoque celui de Toulouse à Paris.
Hubert de Kervenoael ayant déposé plainte après l'agression du 23 avril, à Nanterre, le juge d'instruction Jean Sablayrolles est également chargé d'instruire une autre information judiciaire, contre X, ouverte pour « provocation publique non suivie d'effets à incendie volontaire », afin de rechercher les auteurs et les distributeurs d'un tract diffusé à Nanterre donnant la formule du cocktail Molotov, observe Le Monde. Daniel Cohn-Bendit répondra que la recette du Cocktail Molotov n'est qu'un canular potache ne le concernant pas et qu'il a bien été sur les lieux, mais a davantage protégé qu'agressé Kervenoaël. Il est cependant arrêté chez lui le 27 avril à 8 heures du matin, perquisitionné et interrogé aux commissariats de Nanterre et Puteaux. À 11 heures, on lui apporte France-Soir, qui a déjà fait un article titré « le meneur des enragés arrêté ». Il est relâché vers 20 heures. À 20 heures aussi ce 27 avril, sur l'ORTF, Jean-Pierre Elkabbach présente Daniel Cohn-Bendit comme « un des principaux responsables des étudiants d'extrême-gauche » en mentionnant sa libération, avec un court portrait flatteur mentionnant qu'on avait « beaucoup remarqué les réunions qu'avait présidé » ce jeune homme et le présentant comme un militant de l'UNEF, et « l'un des seuls à pouvoir imposer le silence au cours des réunions ».
Sa garde à vue est cependant suivie trois jours après par l'ouverture d'une information judiciaire contre lui pour « menaces verbales de mort sous condition et coups et blessures volontaires ». Le Monde rapporte alors que plusieurs centaines de personnes ont participé à un meeting « d'explication sur la répression » organisé par le Mouvement du 22 Mars le 29 avril. Gabriel Cohn-Bendit est arrivé à Paris pour aider son frère. Le CLER, qui demandait son expulsion de l'UNEF, y prend maintenant sa défense.
Les leaders maoïstes de l'UJMCL sont tous à Nanterre au cours de ces journées tendues: Roland Castro vient y faire son autocritique le 26 avril pour, Serge July et Jacques Rémy (sociologue) le lendemain. Le 30 avril, le secrétariat du PCF demande à Georges Marchais d'entendre Pierre Juquin et de réagir à son éviction par la force de Nanterre le 25 avril, via un article prévu, pour parution dans L'Humanité du 3 mai.

#### Le1ermai 1968
Entre-temps, le 1er mai, des ouvriers de Renault-Billancourt occupent spontanément leurs ateliers et la CGT procède au premier défilé de rue depuis 14 ans : il avait été interdit en 1954 à cause des affrontements à l'aube de la Guerre d'Algérie et remplacé par un rassemblement à la Pelouse de Reuilly. La CFDT s'y joint dans certains villes comme Toulouse, Clermont-Ferrand ou Marseille, via un défilé unitaire.
À Paris, Cohn-Bendit rejoint avec un drapeau noir la centaine de trotskistes et maoïstes qui s'insèrent de force au milieu du défilé, mais sont expulsés par le service d’ordre de la CGT au prix de 17 blessés, selon le rapport du préfet de police. Le lendemain 2 mai à Nanterre, 300 étudiants ont réquisitionné un amphithéâtre pour une projection de films sur le Viêt Nam, refusant de céder la place quand le professeur d'histoire, René Rémond arrive à 15 heures. Sur la porte, une affiche lui apprend que son cours « n'aura pas lieu ». L'enseignant et les étudiants qui le suivent reçoivent une grêle de boulons puis un banc dans les jambes de Rémond quand il tente d'entrer.
En début de soirée, Jean Roche (recteur) arrive de La Sorbonne, mandaté d'urgence par le ministre Alain Peyrefitte et à 19 heures, le doyen Pierre Grappin ferme l'Université de Nanterre, comme les 29 et 30 mars, en dénonçant « un état d'esprit insupportable, une véritable psychose de guerre » : des étudiants, casques à la ceinture, installés sur le toit, ou armés de frondes géantes montent la garde, car le groupe Occident aurait « annoncé qu'il viendrait en force ce jour-là », constate l'envoyé du Monde. Menés par leur chef de file Robert Linhart et Roland Castro, ils creusent une tranchée sur le campus.
Le même jour, huit étudiants parmi lesquels Daniel Daniel Cohn-Bendit, Jean-Pierre Duteuil et René Riesel sont convoqués pour un conseil de discipline le 6 mai, sans notification des motifs. Ce 2 mai aussi, l'hebdomadaire d'extrême droite Minute est publié. Jean-Marie Le Pen, éditorialiste, y a écrit : « Ce Cohn-Bendit, parce qu’il est juif et allemand, se prend pour un nouveau Karl Marx »,, et affirme qu'il « doit être pris par la peau du cou et reconduit à la frontière sans autre forme de procès ».

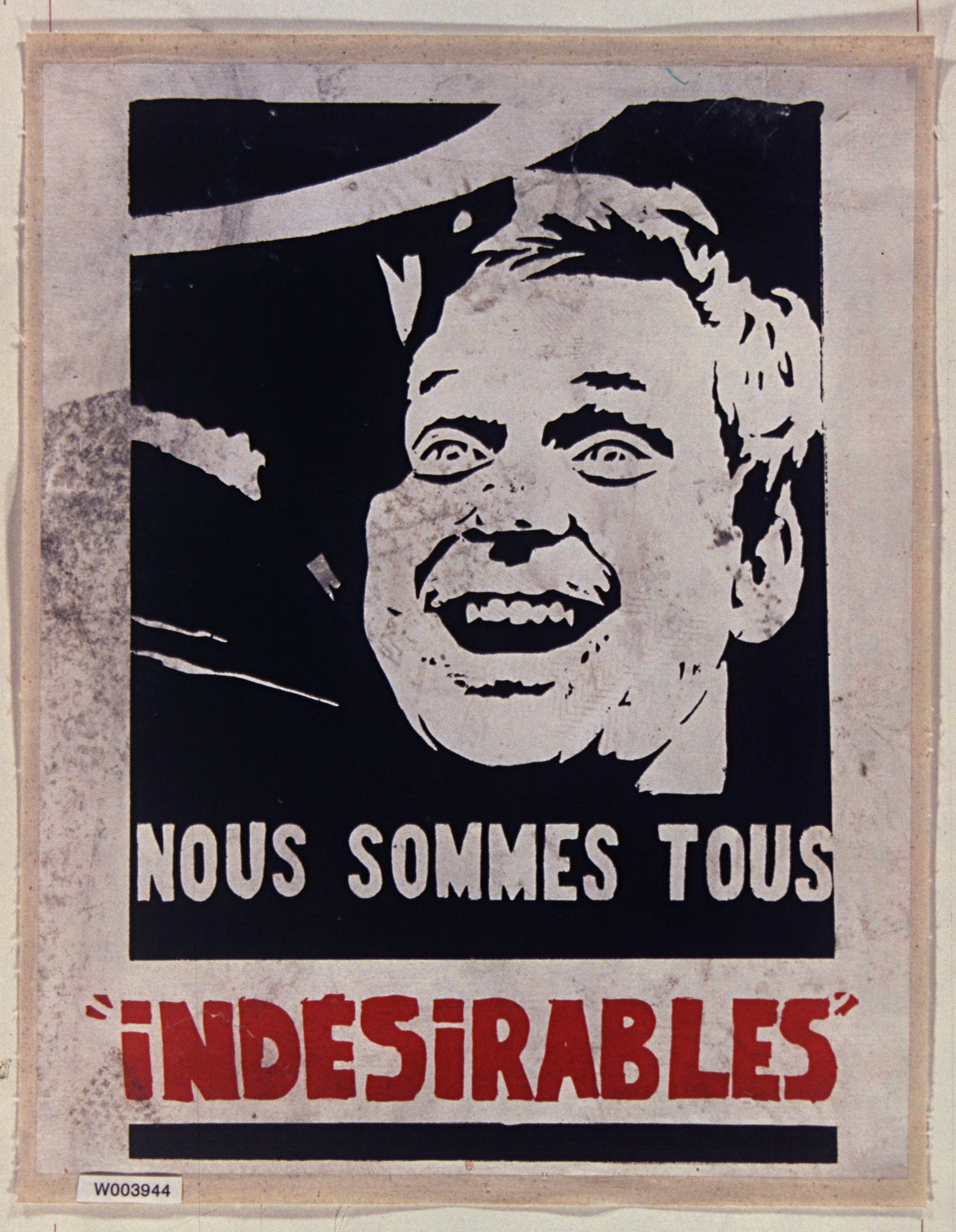
Affiche inspirée avec le slogan "Nous sommes tous indésirables" (Cohn-Bendit), Atelier des Beaux arts (1968).

C'est en réaction à ce titre que le slogan « Nous sommes tous des Juifs allemands » apparaîtra le 23 mai dans une manifestation contre l'expulsion de Daniel Cohn-Bendit, détournant la formule de Le Pen dans Minute. L'une des 415 affiches de Mai 1968 prend aussi sa défense, sans référence de nationalité ou religion. C'est la seule des 415 non collées dans la rue par les étudiants.

L'article dans L'Humanité paraît lui le lendemain 3 mai et dérape aussi: dans le texte, il évoque « l'anarchiste allemand Cohn-Bendit » :
« A l'Université de Nanterre, par exemple, on trouve : les « maoïstes », les « Jeunesses communistes révolutionnaires » qui groupent une partie des trotskystes ; le « Comité de liaison des étudiants révolutionnaires », lui aussi à majorité trotskyste ; les anarchistes ; divers autres groupes plus ou moins folkloriques. Malgré leurs contradictions, ces groupuscules – quelques centaines d'étudiants – se sont unifiés dans ce qu'ils appellent « Le Mouvement de 22 Mars – Nanterre » dirigé par l'anarchiste allemand Cohn-Bendit »,. 
Il est reproduit intégralement, dès l'après-midi, dans Le Monde, qui titre sur un différend entre « prochinois » et PCF, qui « n'a sans doute pas été insensible au fait que les « enragés » de Nanterre avaient, le 25 avril (...) empêché Pierre Juquin de prendre la parole devant les étudiants » et donne un compte-rendu de cet incident survenu pourtant dix jours plus tôt, favorable à Cohn-Bendit. Dès le 7 mai, le PCF doit mettre de l'eau dans son vin, par un communiqué du Bureau politique reconnaissant la « légitimité du mouvement étudiant ».

#### Les quatre semaines de Mai 68, dont trois à Paris
Le vendredi 3 mai, 200 personnes à 400 personnes participent à un meeting de plusieurs organisations (UNEF PSU, UEC, JCR, FER dans la cour de la Sorbonne. À plusieurs reprises déjà, les étudiants s'y sont réunis pour protester contre la guerre du Viêt Nam. Le Mouvement du 22 mars n'est pas cité, mais Cohn-Bendit est l'un des deux orateurs observés de 12 heures à 12h40. Dans la cour, environ 150 jeunes tiennent de nouveau meeting à 14 heures, puis une vingtaine sont casqués et munis de barres en bois provenant de tables et chaises. « On ne se défend pas par la parole contre le mouvement Occident », se défend Daniel Cohn-Bendit, au micro d'un reporter de l'ORTF. Des militants du mouvement Occident ont été repérés près du Jardin du Luxembourg par la police qui semble les encourager à continuer. Mais ils préfèrent éviter la Sorbonne, soucieux d'éviter « un massacre généralisé » et un coup de filet policier contre à la fois l'extrême droite et l'extrême gauche, indique le secrétaire général d'Occident, Philippe Asselin, à Jean Bertolino, reporter du quotidien La Croix.
Vers 15 heures, la police bloque les entrées de la Sorbonne. À 15 h 35, le commissaire du Ve arrondissement reçoit l'ordre d'expulser les étudiants. « On était tellement farfelu qu'on pensait s'échapper par les toits, alors que la FER parlementait », raconte Cohn-Bendit. À 16 h 40, après une heure de discussions avec les étudiants, dans un calme étrange, la police laisse sortir les filles mais pousse les garçons vers des fourgons de police, au motif d'effectuer un contrôle d'identité au commissariat. Selon certaines sources la décision vient du recteur Jean Roche, en l'absence du secrétaire général de La Sorbonne. Selon d'autres, le recteur l'a prise en accord avec les ministres de l'Intérieur et de l'Éducation,,, et a transmis un ordre écrit au préfet de police Maurice Grimaud.
Un premier convoi de trois cars quitte la Sorbonne sans difficulté vers 17 h 10, mais à 17h15 un pneu du second convoi est crevé par les étudiants, qui se sont progressivement amassés dehors, ayant vu les policiers rentrer une heure et demie plus tôt. Des grenades lacrymogènes servent à dégager les deux cars. Un pavé blesse à la tête un des conducteurs et Roland Castro parvient à s'échapper avec d'autres étudiants. Les policiers tentent de les rattraper, y compris l'un qui se serait caché dans une voiture, suscitant la colère des passants. Une mini-barricade avec des grilles d'arbres est érigée en travers du Boulevard Saint-Michel. C'est la première « journée de mai ». Selon Le Monde, qui traite la crise pour la première fois en première page : 1 500 policiers ont affronté 2 000 étudiants, jusque vers 22 h 30, et 27 des 596 interpellés sont toujours détenus. Pour la première fois les étudiants ont lancé le slogan « CRS égal SS », même s'il n'y avait pas encore de CRS présents. Jacques Sauvageot et Daniel Cohn-Bendit, mis dans la même cellule, ne participent pas. Ils font connaissance pour la première fois et sont relâchés le lendemain samedi, qui voit une manifestation « Libérez nos camarades », interdite, réunir entre 4 000 et 4 500 étudiants autour de la Sorbonne.
Dès le lendemain matin, le recteur Jean Roche reçoit les professeurs et maîtres de conférence Chevalley, Devillers, Dixmier, Krivine, Lacombe, Malgrange, Motchane et Schwartz, des Facultés des Sciences de Paris et d'Orsay, qui condamnent l'intervention de la police. Puis vingt professeurs de ces facultés signent aussi un texte condamnant la répression.
Au cours du week-end, onze étudiants sont condamnés à de la prison via des procédures expéditives. Sept, dont une fille, sont dès le samedi condamnés à du sursis par la 10e chambre du tribunal correctionnel de Paris, pour avoir été interpellés près de Nanterre avec des manches de hache ou des boulons, et le 5 mai le tribunal siège un dimanche ce qui « ne s'était pas vu depuis fort longtemps ». Quatre manifestants arrêtés lors de l'émeute du 3 mai au soir sont condamnés à deux mois de prison ferme : Marc Lemaire (aide-chimiste), Jean Clément (licencié en lettres), Guy Marnat Damez (étudiant en kinésie) et Yves Lescroart (étudiant à l'Institut d'art et d'archéologie). Aucun des quatre n'avaient d'activité politique et ils ont démenti les faits reprochés. Ces condamnations déclenchent un appel immédiat de l'UNEF à manifester le lundi 6 mai. Au cours du procès, Roger Grosperrin, sous-directeur à la préfecture de police de Paris, déclare qu'il a fait effectuer les arrestations du 3 mai dans la Sorbonne sur ordre.
Le lundi 6 mai à 9 heures, commence aussi un conseil de discipline à la Sorbonne pour 8 étudiants de Nanterre, pour des violences commises en avril. Le journaliste Gilles Caron y prend une photo — devenue par la suite célèbre — de Daniel Cohn-Bendit face à un CRS devant la Sorbonne, qui ne sera publiée pour la première fois qu'en 1975, en couverture de son livre Le Grand Bazar. Ils sont défendus par Henri Leclerc, avocat de l’UNEF, et trois professeurs de Nanterre, Henri Lefebvre, Alain Touraine et Guy Michaud. Ils sortent vers 13 heures, la décision est attendue le 10 mai.
Le soir, 4 000 à 5 000 manifestants parcourent Paris pour demander la libération des 27 étudiants toujours détenus depuis le 3 mai. À leurs côtés, les célèbres professeurs de mathématiques Laurent Schwartz et Claude Chevalley. Les affrontements avec la police prennent parfois « l'allure d’un combat de rues » avec 482 arrestations, dont 31 maintenues. Du coup, mot d'ordre de grève illimitée du SNESup et de l'UNEF, qui lance un appel à manifester à nouveau le mardi soir 7 mai. Plus de 60 000 étudiants y répondent dont 25 000 à Paris, jour d'une assemblée commune UNEF-Snesup qui fixe trois points non-négociables libération des étudiants arrêtés, retrait des policiers de Nanterre et de La Sorbonne et leur réouverture. Le ministre de son côté exige l'arrêt des manifestations en échange.
Le lendemain 8 mai, avec 200 000 personnes dans toute la France, l'UNEF réussit une démonstration de force, en particulier en province, mais il n'y « aucune libération des détenus ». Son appel à une manifestation le surlendemain, le 10 mai, est relayé par les comités d'action lycéen, qui s'associent à la création du journal Action. Entre-temps, Alain Geismar vient le 8 mai à Nanterre, comme Roland Castro le 26 avril, faire son autocritique, « en pleurant car l'UNEF, avait dit : Tout le monde rentre à la maison, et des milliers de types se sentaient dépossédés » et invite Cohn-Bendit aux réunions au siège du SNESsup « transformé en quartier général du mouvement » raconte Cohn-Bendit en 1975 dans Le Grand Bazar. Geismar y reçoit aussi Serge July, Félix Guattari et Roland Castro, autres militants du Mouvement du 22 Mars l'ayant rejoint,.
Le lendemain, jeudi 9 mai, il n'y a pas de manifestation mais à 18 heures, Georges Séguy et Eugène Descamps, dirigeants de la CFDT et de la CGT, rencontrent Jacques Sauvageot et le Lyonnais Henri Rouilleault, du bureau national de l'UNEF, dans la Sorbonne, où un meeting se tenait depuis 4 heures en présence de l'écrivain communiste Louis Aragon pour préparer une manifestation commune CGT-CFDT-UNEF. Jacques Sauvageot exige la présence d'Alain Geismar, numéro un du SNESup, ce que la CGT ne souhaite pas. Ce dernier propose de se retirer mais sa présence est finalement acceptée. La réunion ne débouche sur aucun accord immédiat, d'après Henri Rouilleault. Au même moment, devant le bâtiment, un « dialogue assez violent oppose » Daniel Cohn-Bendit à Louis Aragon, hué par certains étudiants, applaudi par d'autres, rapporte Le Monde. « Tu as du sang sur tes cheveux blancs ! », lui lance au mégaphone Daniel Cohn-Bendit, en lui refusant la parole, sous les yeux d'André Glucksmann qui fait sa connaissance et devient son ami. Sommé de s'expliquer sur l'article de L'Humanité, Louis Aragon rappelle qu'il est venu annoncer un numéro des Lettres françaises consacré aux étudiants, pour leur amener « le maximum d'alliés ». Le Monde confirme que l'UNEF a demandé aux confédérations une manifestation centrale, la FEN et la FNEF des « mesures d'apaisement », tandis la CGT affirme sa « solidarité avec les étudiants et enseignants » et la CFDT son « soutien à l'UNEF », mais aucune manifestation n'est encore décidée.
Le lendemain démarre la première nuit des barricades de 68 dans la soirée du 10 mai au 11 mai. Vers 18h30, un cortège de 10 000 manifestants englobant celui des lycéens, pour la première fois fourni, part « à l'hôpital Saint-Antoine ! » vérifier n’y a pas eu de morts lors des précédentes manifestations puis scande « à l'ORTF ! » pour protester contre la couverture média, au moment où se dessine la grève des techniciens et journalistes de l'ORTF en mai-juin 1968. On apprend que la rive droite est bloquée par CRS pour protéger les Champs-Élysées. Le « service d'ordre de l'UNEF encadre très étroitement les manifestants et fait une haie » lorsqu'il passe devant des lignes de CRS casqués, qui « font, de leur côté, preuve de sang-froid » et « ne réagissent pas aux invectives », selon les strictes consignes « données de ne répondre à aucune provocation sous quelque forme que ce soit ». Vers 21 heures, la première barricade est dressée à travers la rue Le Goff, d'autres suivent rue Royer-Collard, rue Saint-Jacques, rue des Irlandais, rue de l'Estrapade, angle des rues Claude-Bernard et Gay-Lussac, puis celui des rues Saint-Jacques et des Fossés-Saint-Jacques.
Juste avant, à 19H45, la direction de l'ORTF, sur demande du gouvernement, décide de supprimer l'émission de reportages Panorama, diffusée tous les vendredis à 20H30 et qui pour la première fois a prévu des images des précédentes manifestations, en donnant en plus la parole, pour la première fois aussi, aux deux dirigeants syndicaux Jacques Sauvageot (UNEF) et Alain Geismar (SNESup). L'ORTF remplace ce reportage, au pied levé, au dernier moment, par un autre sur les notaires ce qui déclenche l'émotion, la surprise, et une ruée des Français vers la télé et la radio pour comprendre ce qui se passe: ainsi, dès que les barricades s'érigent, Jacques Sauvageot et Alain Geismar sont invités à s'exprimer sur des radios privées, qui étaient jusque là vivement critiquées aussi par les manifestants.
Le vice-recteur Claude Chalin dialogue ainsi en direct avec Alain Geismar sur RTL, à 22 heures 10 puis à 22 heures 50 : il est prêt à le rencontrer, dans le lieu qui lui convient, mais Geismar l'avertit : « ce n'est pas la peine que vous vous dérangiez », si aucune amnistie n'est prévue, dit-il. Claude Chalin lui répond qu'il va prendre contact avec le ministre de l'Éducation Alain Peyrefitte. Le rédacteur en chef Jean-Pierre Farkas interrompt la conversation, car il a reçu une injonction d'Alain Peyrefitte : « Dites à votre ami Farkas de cesser de radioguider les manifestants, il nous complique la tâche »,,, d'autant que Christian Fouchet, ministre de l'Intérieur a téléphoné à Louis Joxe, au ministère de la Justice : « Ou bien les radios se taisent dans vingt minutes ou bien le régime est par terre dans la journée »,.
Jacques Sauvageot exprime la même exigence qu'Alain Geismar, au même moment, mais sur Europe 1. Jacques Monod et François Jacob, prix Nobel, téléphonent au ministre, sans parvenir non plus à le convaincre d'une amnistie. Le ministre téléphone même au vice-recteur Claude Chalin pour le rappeler à l'ordre
À 22 h 05, un communiqué du recteur Jean Roche (recteur) propose à son tour de recevoir les représentants des étudiants. L'information est répétée à minuit, en précisant qu'il a téléphoné à Alain Peyrefitte.
Peyrefitte demande alors parallèlement à Alain Touraine, son ex-condisciple à l'École normale supérieure, de retrouver Cohn-Bendit, son étudiant de Nanterre. Le professeur inclut alors ce dernier dans une délégation de trois étudiants, composée aussi de trois professeurs, Jean-Loup Motchane, de la Faculté des sciences de Paris, Paul Lacombe, de celle d'Orsay et Paul Bacquet, de la Sorbonne. Au barrage policier, rue Soufflot, le commissaire laisse passer le groupe vers 23 heures, mais pas Cohn-Bendit. Pour une raison inconnue, Touraine attend près d'une heure pour qu'il passe aussi, ce qui permet à Europe 1 de les apercevoir et d'annoncer à l'antenne que le recteur négocie, laissant espérer aux étudiants sur les barricades une « victoire » peut-être même avant le dernier métro. Cohn-Bendit est ainsi présenté comme un négociateur potentiel.
L'autorité académique est alors immédiatement ridiculisée, car la sanction du Conseil de discipline contre Cohn-Bendit doit être annoncée le soir même. Touraine prétend alors que l'entrevue était une initiative spontanée, prise après avoir rencontré par hasard l'étudiant. À une heure du matin Alain Peyrefitte rencontre James Marangé et Jean Daubard, leaders de la Fédération de l'Éducation nationale et du Syndicat national des instituteurs et accepte une réunion avec eux, l'UNEF et le SNESup mais fixée au dimanche 12 mai.
Le lendemain samedi 11 mai, James Marangé appelle Alain Geismar et Jacques Sauvageot à 9 heures, pour les inviter à boire le champagne dans son bureau car le ministre vient d'accepter pour la première fois de les recevoir ensemble alors que l'UNEF était persona non grata depuis des années. Sauvageot explique qu'il doit cependant consulter le bureau de l'UNEF, qui décline l'offre un peu avant midi,, car les deux ministres demandent en contrepartie l'arrêt des manifestations,.
Philippe Labro, alors journaliste au Journal du dimanche, lance un « bravo ! » aux radios privées RTL et Europe1 dans les colonnes du JDD, le dimanche 12 mai, pour les féliciter d'avoir couvert l'événement en direct en utilisant les fréquences de la police, alors que l'ORTF y a renoncé déclenchant une violente contestation de ses émissions par les contestataires.
L'émotion est alors à son comble à cause de la « nuit des barricades », ses centaines d'arrestations et ses violences policières perpétrées à partir de 2H du matin. En province, des manifestations s'improvisent, comme celle appelée, dans un tract matinal, pour midi par le Mouvement du 11 mai à Marseille. «Halte à la répression» titre en très gros caractères sur toute la « Une » l'édition spéciale du 11 mai 1968 de l’Humanité, sur une seule page, en format quotidien, recto-verso, diffusée à partir de onze heures du matin, en appelant à une riposte massive et la convocation du parlement. Ses vendeurs à la criée sont assaillis d'acheteurs.
Lors de l'émission Télémidi, les images de l'ORTF sur les violences policières ont « bouleversé la France entière ». La CGT lance dès le dimanche un appel à la grève générale, insistant sur la solidarité étudiants-ouvriers, ensuite repris par le SNESup l'UNEF, la CFDT, la FEN et Force ouvrière.
Les syndicats se retrouvent à la Bourse du travail pour organiser cette grève générale du lundi 13 mai. La discussion du 9 mai reprend. Alains Geismar insiste pour que Daniel Cohn-Bendit soit en tête du cortège avec les dirigeants syndicaux, qui eux n'en voulaient pas en raison du climat de violence à Nanterre des précédentes semaines. Jacques Sauvageot doit tenir compte de sa majorité fragile au sein de l'UNEF, menacée par la montée de la droite et du CLER : il a besoin des JCR, avec qui le PSU est allié à Toulouse et à Nanterre, alors qu'à Marseille le PSU est contre lui, et doit faire preuve de fermeté par rapport au PCF depuis l'assemblée de l'UNEF tenue à Colombes.
Après hésitation, il accepte la présence de Cohn-Bendit. Mais la CFDT et la CGT n'en veulent pas. Les tractations durent de 10 h à 18 h,, interrompues par le passage de Sauvageot à la FEN, puis de 11 h à 14 h par la conférence de presse qu'il donne à la Sorbonne pour réagir à la « nuit des barricades ». Pour lui donner plus de poids, un représentant des Comités d'action lycéen est pour la première fois présent, le jeune Michel Recanati. Daniel Cohn-Bendit insiste pour y être aussi, disant craindre les « tentatives de récupération du mouvement » et faisant surtout valoir qu'il est le seul à avoir pu parler la veille à minuit, au recteur de Paris, qui a eu au téléphone le ministre de l'Éducation. C'est lors de cette conférence de presse qu'est né le concept des « trois leaders », Jacques Sauvageot, Alain Geismar et Daniel Cohn-Bendit, expliquera ce dernier dans son livre de 1975, Le Grand Bazar. Une photo de l'AFP coupe la quatrième personne présente à la conférence de presse, Michel Recanati, cependant présente sur un autre cliché du même jour, du photographe Bernard Perrine.
C'est Jacques Sauvageot qui parle, car la conférence est une « Mise au point des organisateurs de la manifestation » de la veille, l'UNEF et le Snesup, pour démentir les propos des ministères de l'Intérieur et de l'Éducation sur l'irresponsabilité des étudiants. Le Monde ne cite pas Cohn-Bendit mais Sauvageot, qui dénonce un assaut policier « sans préavis et sans les sommations habituelles », des grenades contenant un gaz dangereux « interdit par la Ligue des droits de l'homme », des barricades « incendiées par la police » et enfin une « ratonnade, plus rapide et plus brutale que celle qui avait eu lieu à la faculté d'Alger » des années plus tôt. Alain Geismar, de son côté, ridiculise l'accusation de « non-respect de l'ordre de dispersion » car à 3 heures du matin « le quartier Latin était transformé en une véritable souricière ».
Jacques Sauvageot et Alain Geismar sont les héros du jour : non seulement ils ont animé la soirée par un dialogue très ferme avec le recteur, en direct sur les ondes des deux grandes radios privées, évitant peut-être le pire mais sans céder, mais on vient aussi d'apprendre que les journalistes de l'ORTF se rebellent pour la première fois. Ce samedi matin, plusieurs de leurs communiqués dénoncent la censure la veille de l'émission Panorama, dans laquelle Sauvageot et Geismar avaient réussi à se faire interviewer. Les deux leaders parlent aussi aux reporters d'une autre émission télé, Zoom, annoncée et programmée pour le mardi 14 mai.
Le gouvernement et l'ORTF réagissent alors immédiatement : l'ORTF reprogramme, pour 20 heures 30 l'émission Panorama annulée la veille. Mais il hésite : elle est finalement diffusée sans la séquence étudiante et les interviews de Sauvageot et Geismar, ce qui contribue à la colère croissante des journalistes de l'ORTF.
À 23 heures, le Premier ministre Georges Pompidou, qui vient de revenir en France après un voyage recule soudainement : il accorde dans une allocution radiodiffusée tout ce que demandait l'UNEF : les amnisties et les réouvertures d'université, dans l'espoir d'apaiser.
Entre temps, il a finalement été décidé le samedi après-midi entre l'UNEF, la CGT et la CFDT que « tout le monde défile ensemble » le 13 mai, y compris Cohn-Bendit et Michel Recanati, derrière un « mot d'ordre commun » (« Dix ans ça suffit ! »), car pour la première fois depuis le retour au pouvoir de Charles de Gaulle en 1958, le régime est remis en cause, explique Alain Geismar.
La manifestation du 13 mai s'annonce comme un énorme succès. La convergence des étudiants et des syndicats ouvriers inquiète le gouvernement. Face au basculement rapide de l'opinion publique en leur faveur, Daniel Cohn-Bendit apparaît à la presse conservatrice et au gouvernement comme un recours. Le Figaro, qui quelques jours posait la question «étudiants, ces jeunes ? ils relèvent de la correctionnelle plutôt que de l'Université» considère dès le 13 mai que la colère étudiante est justifiée, sous la plume de son éditorialiste André François-Poncet, tandis que le journaliste Jean Papillon dit son admiration pour Daniel Cohn-Bendit et ajoute : « Si le Mouvement du 22 Mars a pu prendre naissance en milieu estudiantin, c’est en partie parce que les organisations syndicales étaient en perte de vitesse ». Le soir du défilé, Daniel Cohn-Bendit déclare lui-même aux journalistes, en allusion à la CGT : « Ce qui m’a fait le plus plaisir cet après-midi, c’est d’avoir marché en tête d’un défilé où les crapules staliniennes étaient à la remorque ».
Le soir du 13 mai, l'ORTF annonce un nombre de manifestants encore plus bas que le ministère de l'intérieur. Dans l'après-midi, la direction de l'ORTF s'est réunie pour visionner l'émission Zoom, prévue pour le 14 mai, qui a été remontée pour mettre en valeur plusieurs interviews de Daniel Cohn-Bendit. Lui et son ami proche Olivier Castro deviennent les « héros » du reportage, selon l'historien Jean-Pierre Filiu, tandis que Jacques Sauvageot et Alain Geismar n'y figurent plus.
Il est cependant question de les inviter sur le plateau d'un débat qui doit avoir lieu après le reportage. Le suspense dure jusqu'à quelques heures avant la diffusion, rapporte Le Monde, qui évoque la colère des réalisateurs. Le débat est enregistré en différé et Daniel Cohn-Bendit est présent dans les studios pendant son enregistrement, même s'il n'y participe pas.
L'ORTF décide aussi d'improviser une Tribune de l'Université, un débat pour la première fois en direct, qui réunit trois journalistes de presse écrite, face à Jacques Sauvageot et Alain Geismar. Elle décide d'y inviter un troisième « représentant » des insurgés, Daniel Cohn-Bendit, présenté comme le leader du « Mouvement du 22 Mars ». Le gouvernement espère des excès qui mettraient l'opinion contre les contestataires : « Il est très vite apparu que ce débat pouvait se situer dans la ligne de la tactique gouvernementale : discréditer les trois « pétroleurs », ainsi que les a nommés M. Couband ; montrer à l'opinion bien pensante qu'on avait affaire à des « enragés » », l'apparition quelques instants après de Georges Pompidou, en Premier ministre pondéré annonçant des renforts pour protéger l'ORTF et la Tour Eiffel suffisant selon Le Monde « amplement à confirmer cette interprétation ».
Entre-temps, le mardi 14 mai à Nanterre, Cohn-Bendit intercepte dès son arrivée en cours Alexandre Micha, professeur de littérature française, qui a publié le vendredi 10 mai dans Le Monde une lettre le dénonçant comme faisant partie des « petits voyous qui se disent étudiants » et à qui « les travailleurs du 1er mai leur ont administré une fessée : tout ce qu'ils méritaient ». Cohn-Bendit mène de force le sexagénaire à une tribune où il subit les foudres d'un « tribunal populaire » et le menace du poing avant d'être stoppé par un enseignant pourtant proche du « 22 mars », qui couvre sa voix en criant « aucun enseignant n'a à être mis en accusation publique pour ses opinions ».
Quelques heures avant la diffusion de Tribune de l'Université, lors d'une conférence de presse des Comités d'Action Lycéens, du Comité de Grève du CNRS et du Mouvement du 22 Mars, Alain Geismar annonce : « nous allons manifester notre solidarité avec le personnel, les journalistes et les techniciens de I'ORTF. On a tenté de minimiser notre mouvement, de le ridiculiser ». Il diffuse un tract réclamant la « liberté d'expression à l'intérieur de l'ORTF pour ceux qui luttent » et appelant à une manifestation le lendemain 17 mai à 19 heures devant les studios de la Rue Cognacq-Jay. Mais vers 21 heures la CGT dénonce violemment cette initiative, d'autant qu'une assemblée générale des salariés de l'ORTF vient d'être convoquée pour le lendemain. Vers minuit, l'UNEF et le SNESup s'en désolidarisent, pour la transformer en « marche » du Quartier Latin à l'usine Renault de Boulogne-Billancourt. La presse se fait l'écho du débat avec plus de discrétion que pour celui du 14 mai, pourtant diffusé sur la deuxième chaîne, moins regardée, car, malgré l'absence de réel dérapage, « certains la perçoivent comme une disqualification des étudiants auprès de l'opinion publique ».
Dans Paris Match du 18 mai, paraissent les premières photos de presse de Daniel Cohn-Bendit, prises le 11 mai et le 6 mai, que l'hebdomadaire n'avait pas publiées dans son numéro précédent, en particulier celle de Gilles Caron à la Sorbonne: six pages sur la nuit des barricades et 15 pages sur le 6 mai. Gilles Caron et Jean Durieux, autre reporter, revenaient de la visite en Roumanie du président Charles de Gaulle le 18 mai, et Daniel Cohn-Bendit, qui croise Jean Durieux dans le hall de Paris-Match, lui demande : « Je dois aller en Allemagne. Tout de suite. Je n’ai pas de voiture. Tu m’emmènes ? », ce qui est accepté.
Entre-temps, les 14 et 17 mai 1968, Jacques Sauvageot a pris l'initiative de donner des interview et conférences de presse seul, en tant que leader de l'UNEF,.
La dernière intervention de Daniel Cohn-Bendit concerne l'occupation du théâtre de l'Odéon dans la nuit du 15 au 16 mai, opération dont l'UNEF et le SNESup se désolidarisent.

#### Saint-Nazaire, Berlin, Amsterdam et la déclaration sur les morts au Quartier Latin
Il prend alors un peu de distance avec le mouvement parisien, partant d'abord à Saint-Nazaire où son frère Gabriel est professeur d'allemand, et croise Juvénal Quillet, qui avait animé le mouvement dans les résidences universitaire de Nantes en 1967 lors d'un rassemblement sur la plage.
Le 20 mai sort Le Nouvel Observateur dans lequel Jean-Paul Sartre l'interroge sur le « programme » et les « objectifs » à long terme des étudiants, mais ce dernier refuse catégoriquement qu’il y en ait, car « définir un programme » serait selon lui « inévitablement paralysant », et car « ce désordre […] permet aux gens de parler librement ». Il indique : « Personne chez nous n’a lu Marcuse. Certains lisent Marx, bien sûr, peut-être Bakounine, et, parmi les auteurs contemporains, Althusser, Mao, Guevara, Henri Lefebvre. Les militants politiques du Mouvement du 22 mars ont à peu près tous lu Sartre ».
Le lendemain, après que le gouvernement belge lui a interdit l'accès du territoire, il part pour l'Allemagne et les Pays-Bas, avec une équipe de Paris-Match, d'abord à Berlin, où il déclare que 5 à 11 personnes viennent d'être tuées dans des bagarres avec la police à Paris. Cette déclaration est rapportée par Le Monde du 23 mai 1968, qui juge ces accusations « d'autant plus légères qu'elles sont graves », dément catégoriquement auprès des hôpitaux et cliniques privées et juge « invraisemblable que ceux-ci aient réussi à les camoufler » et « encore plus incroyable d'imaginer que les familles aient consenti à se taire ».

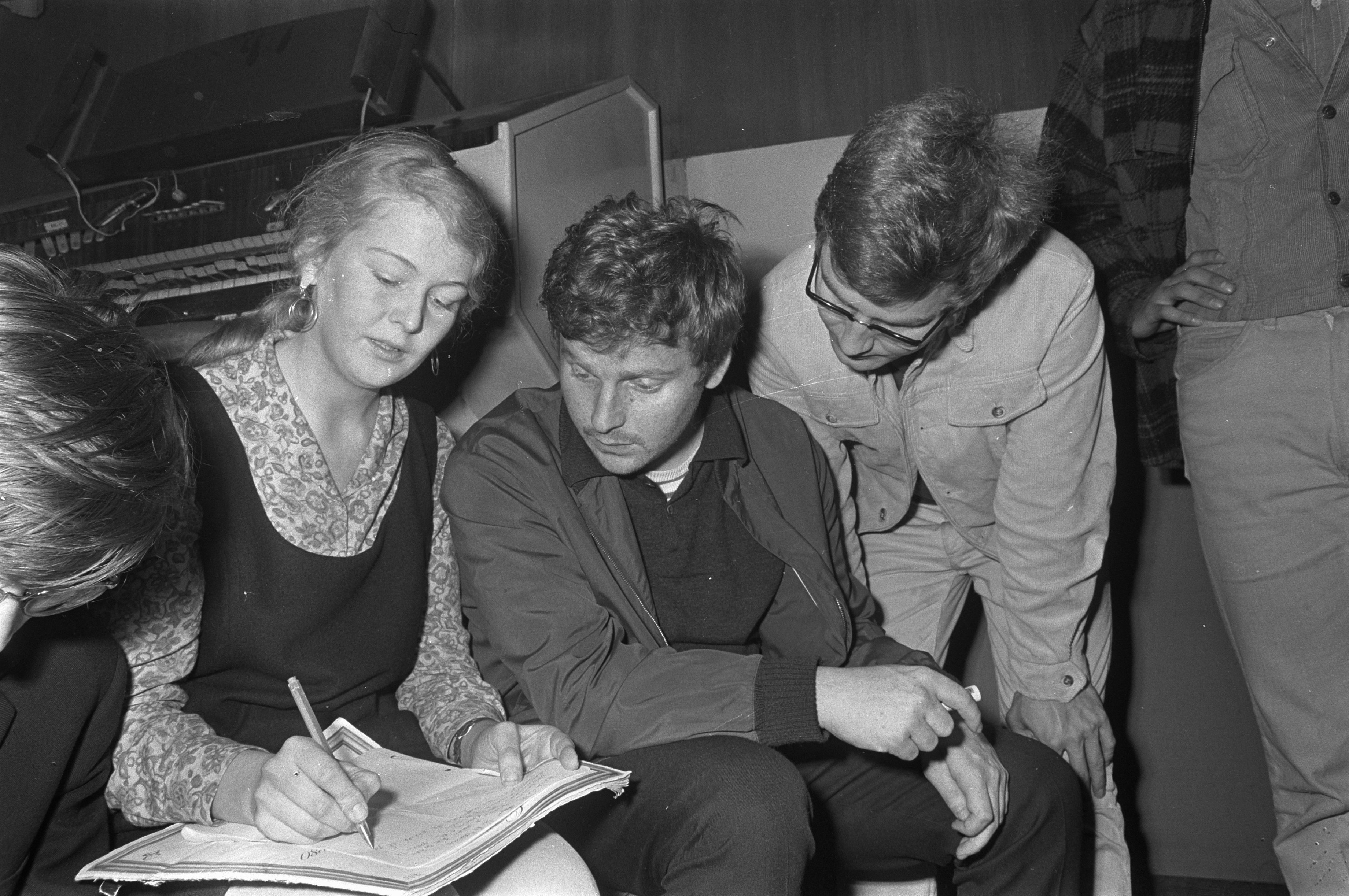
Daniel Cohn-Bendit entouré lors d'une allocution estudiantine au théâtre d'Amsterdam (23 mai 1968).

Le lendemain à Amsterdam, il parle à nouveau du décès d'une jeune fille et déclare que son but « est non seulement de faire tomber le gouvernement de Gaulle, mais aussi tout le système. ». Le Monde rapporte qu'il a fait un cours sur la « sociologie moderne » à l'Université libre d'Amsterdam, dont l'occupation a été désapprouvée par la majorité des étudiants venus plus tôt l'écouter au cinéma « Le Capitole ». Lassé des discussions en néerlandais, qu'il ne comprend pas, Daniel Cohn-Bendit a alors renoncé au voyage à Eindhoven qu'il avait projeté, selon le journal.
À cette occasion, une déclaration sur le drapeau français (« il faut le déchirer pour en faire un drapeau rouge ») crée une nouvelle polémique dans la droite française.

#### Arrêté d'expulsion (21 mai 1968)
Le 21 mai, il est frappé en tant que ressortissant étranger par un arrêté d'expulsion du ministre de l'Intérieur ; il en est informé alors qu'il se trouve à Francfort. Un motif possible, selon des propos tenus par Georges Pompidou, serait « qu'il travaille pour les Américains ». La notification officielle a lieu lorsqu'après un meeting à Sarrebruck le 24 mai , il se présente à la frontière à Forbach, accompagné de plusieurs dizaines d'étudiants allemands et français. Avec l'aide de Henri Wehenkel et Raymond Dahm, Luxembourgeois qui avaient été membres du réseau qui organisait des passages illégaux de la frontière de membres du FLN algérien, Cohn-Bendit traversait le 27 mai la frontière à Vianden, fut amenée à Luxembourg-ville ou Janine Frisch et Marie-Jeanne Ernzen lui coloraient ses cheveux roux en noir. Le 28 mai, il passait la frontière française près de Mondorf-les-Bains.
Le 28 mai, il parvient à revenir à Paris et assiste à une conférence de presse à la Sorbonne, dont France-Soir fait un gros titre : « Daniel Cohn-Bendit : je veux renverser le capitalisme ».
Il passe ensuite quatre jours en France, participant même à une manifestation, puis décide de quitter le territoire. Tous ces trajets ayant été effectués grâce à l'aide de l'actrice Marie-France Pisier qui l'avait caché dans sa voiture ; il passe ensuite avec elle une période de vacances en Sardaigne.
Le Mouvement du 22 mars est dissous le 12 juin, comme les autres groupes gauchistes. Quelques jours après, il participe à une émission de télévision à Londres, avec d'autres militants (Alain Geismar…). Le gouvernement anglais lui a d'abord accordé une autorisation de séjour de 24 heures, puis, devant la menace de boycott de l'émission, de deux semaines.
« Cohn-Bendit, est le fils d'amis très proches » écrit Hannah Arendt un courrier du 13 juin 1968 à des amis parisiens, sans savoir qu'il est en Allemagne, pour lui proposer son aide.

#### Été 1968
Il passe ensuite six semaines à écrire, avec Jean-Pierre Duteuil et Gabriel, son frère, un livre commandé par les éditions du Seuil et les éditions Rowohlt : Le Gauchisme, remède à la maladie sénile du communisme. « La mise en avant du nom de Cohn-Bendit » par les médias durant Mai 68 « est si bien orchestrée, que nous n’avons plus besoin d’aller supplier un éditeur », y raconte-t-il. Les trois-quarts du texte ont été copiés dans des revues et rédigés en six semaines pour satisfaire à la commande de l'éditeur. Le livre se signale par le choix de citations et « l'absence de toute prétention à l'originalité théorique » observe la critique en sociologie.
Dès le mois d'août, en plein été, l'Agence France-Presse titre sur Mai 68 devenu « un sujet littéraire » et dénombre une quarantaine de publications, parfois même qui servent de soutien au coup d'envoi de nouvelles collections se voulant dans l'air du temps, comme « Contestations » (Robert Laffont), « le Cours nouveau » (10/18). L'AFP note au même moment que « déjà plusieurs comités d'action se sont insurgés contre l'exploitation commerciale et idéologique du mouvement de mai faite par certains éditeurs et ont dénoncé cette attitude qui, dans le principe même, va à l'encontre des idées défendues par le mouvement de mai ». Certains livres reconnaissent le rôle important joué par Daniel Cohn-Bendit : « C'est un homme qui a des actes violents, mais je n'ai jamais vu un acte de Cohn-Bendit qui ne puisse être justifié politiquement… Ce qui me touche profondément chez un homme comme Cohn-Bendit, c'est cette croyance quasi mystique, mais profondément politique, en la démocratie athénienne », écrit son ami Alain Touraine dans le livre publié en août par Philippe Labro la lettre adressée par M. Grimaud, préfet de police, à ses troupes, condamnant les « violences illégitimes ».
Alain Touraine estime en particulier que la révolte des étudiants annonce la forme nouvelle que prendront désormais les conflits sociaux.
Puis Cohn-Bendit s'installe à Francfort-sur-le-Main où il reçoit un mot de soutien de la philosophe Hannah Arendt, amie proche de ses parents, pour son action durant le mois de mai.
Du 31 août au 3 septembre 1968, il participe au congrès anarchiste international de Carrare qui doit jeter les bases d’une internationale anarchiste. Il fait une intervention remarquée, mais peu appréciée de la majorité des militants quand il accuse le Movimiento Libertario Cubano en exil et la SAC anarcho-syndicaliste de Suède d’être financés par la CIA. Les libertaires « spontanéistes » qu’il représente quittent le congrès peu après.
Le 19 septembre, il participe à une opération du SDS dirigée contre Léopold Sédar Senghor, récipiendaire du Prix de la paix des libraires allemands. La Foire du livre est bloquée ; arrêté, il est condamné à neuf mois de prison avec sursis.

#### Mouvement antiautoritaire
En 1998, il déclare au Monde de l'éducation : « Il y a trente ans, j'ai incarné en France ce qu'on appelait en Allemagne « die antiautoritäre Bewegung » : le mouvement antiautoritaire. Parmi tous ceux qui se disaient révolutionnaires à l'époque, nous étions peu à nous réclamer du courant libertaire et nous avions à nous démarquer de tous les groupuscules léninistes d'obédience trotskiste ou maoïste. Et pourtant c'est bien ce souffle libertaire qui a traversé la France en mai 1968 et touché tous les milieux, et les avant-gardes autoproclamées. Les grands partis politiques furent un moment, comme les psychanalystes, mis au chômage technique. Ils retrouveront tous leur clientèle dans les jours tristes de l'après-mai… ».

#### Docteurhonoris causade l'université de Nanterre
En décembre 2014, 46 ans plus tard, il est fait Docteur honoris causa de l'université de Nanterre. Lors de la remise de son diplôme, Jean-François Balaudé, président de l’université Paris Ouest Nanterre La Défense, a reconnu le caractère paradoxal de la situation, « que le président de l’université de Nanterre entame l’éloge du plus célèbre et du plus important contestataire que notre université ait connu ». Dans sa réponse au « camarade-président », Daniel Cohn-Bendit a dédié son doctorat au footballeur brésilien Sócrates engagé dans le combat pour la démocratie dans son pays, mort en 2011, et au militant écologiste Rémi Fraisse victime en octobre 2014 d’une grenade offensive de la gendarmerie. Il a réaffirmé ses convictions européennes,. Il a également rendu hommage au doyen de 1968, Pierre Grappin : « En 68, il y a eu des choses admirables ici même, mais aussi des paroles qu'il faut regretter. Dans le feu de l'action, le doyen de l'époque, Pierre Grappin, ancien résistant, a été traité de nazi. Le traiter de nazi, c'était ne pas savoir ce qu'étaient les nazis ».

### Vie à Francfort et tentatives de retour

#### Alger, usine Opel, librairie et crèche autogérée
À Francfort, fin 1969, il s’associe à son ami Joschka Fischer pour fonder un sous-groupe local du SDS (Syndicat national des étudiants), qui devient le groupe mao-spontanéiste Revolutionärer Kampf. Fin décembre 1969, tous deux accompagnent le nouveau président du SDS, Udo Knapp à un congrès de solidarité avec l'Organisation de libération de la Palestine (OLP) à Alger. Fischer devient alors dirigeant du journal du SDS, syndicat dissout peu après.
Avec une dizaine de militants de Revolutionärer Kampf, tous deux effectuent un court passage dans une usine Opel dont ils sont licenciés après une bagarre générale avec des syndicalistes lors d'une assemblée générale,, puis huit d'entre eux fondent la petite librairie associative qu'ils décident d'appeler Karl-Marx, près de l'université de Francfort, où Joschka Fischer prend commande de livres pour aller les voler ailleurs. En novembre 1970, Bernard Kouchner, envoyé en Allemagne par le magazine Actuel, signale dans un reportage titré « Francfort sur gauchisme » qu'il vit alors en communauté dans un squat.
Depuis le décès de sa mère en 1963, il a hérité de l'appartement familial square Léon-Guillot et touche un tiers de sa retraite. Il parvient à en vivre jusque « vers 1973, avant de travailler dans un jardin d’enfants ». De 1973 à 1974, il est ainsi aide-éducateur dans une crèche autogérée par les parents des enfants, où travaille aussi Ede Traut, la première femme de Joschka Fischer, et un autre salarié, puis reprendra cette activité six ans plus tard. Occupant une aile du rez-de-chaussée de la maison des associations étudiantes, sur le campus de Francfort, la crèche « Uni-Kita » a « commencé à parler de la sexualité des enfants », mais « le sujet ne monopolise pas non plus les discussions », selon un de ses amis. Les enfants ont 3 à 6 ans, deux habitent dans des maisons squattées et lorsque Daniel Cohn-Bendit les amène à une manifestation contre les démolitions spéculatives d'immeubles, un journal local se déchaîne en l'accusant de manipuler les bambins par l'apprentissage de chansons subversives.

#### Liens avec Glucksmann et la Fraction armée rouge
Parallèlement à cette vie militante à Francfort, il revient illégalement en France pour rendre visite à son frère en 1969 et à ses amis pendant une semaine en 1971. Peu après, son ami André Glucksmann, dirigeant de J'accuse, journal du groupe maoïste Gauche prolétarienne (GP), lui rend visite en 1971 à Francfort, « pour discuter des gauches françaises et allemandes ». André Glucksmann avait déjà rencontré en 1970 Andreas Baader, à qui Daniel Cohn-Bendit avait donné à l'automne 1969 l'adresse de Jean-Marcel Bouguereau à Paris.
Le groupe mao-spontanéiste Revolutionärer Kampf de Cohn-Bendit et la GP calquent leurs campagnes l'un sur l'autre : squat d'immeubles, à Francfort comme à Issy-les-Moulineaux, avec une milice pour les protéger, et actions spontanées contre l'emprise des syndicats de l'automobile, chez Opel comme chez Renault, qui se soldent en France par la mort du militant maoïste Pierre Overney en février 1972. « Nos liens ont été constants, sans jamais de rupture […] Il venait me voir en Allemagne. », selon Cohn-Bendit, qui lui a présenté à cette occasion Joschka Fischer,. À l'automne 1971, Cohn-Bendit participe à la résistance armée contre la démolition d'immeubles à Francfort, dirigée par Joschka Fischer et Hans-Joachim Klein, qui va durer trois ans via la création de squats, tout en protestant contre la « militarisation » de ces actions.
En 1971, Revolutionärer Kampf est rejoint par Hans-Joachim Klein, qui a rencontré la même année Hanna Krabbe, de la Fraction armée rouge, dans une communauté de la Lichtensteinstraße. En 1973, Margrit Schiller, autre militante de la Fraction armée rouge, vient chercher refuge dans la maison où vivent Fischer et Cohn-Bendit et y petit-déjeune plusieurs fois avec eux,. Elle a été condamnée par contumace en février à deux ans et trois mois de prison après la fusillade du 25 septembre 1971, au cours de laquelle deux policiers ont été abattus.

#### Publication duGrand bazaret invitations àApostrophes
Autre ami proche de Daniel Cohn-Bendit, Jean-Marc Salmon, le principal coéquipier d'André Glucksmann à la tête des maoïstes de la GP à l'université expérimentale de Vincennes. Il l'aide à écrire Le Grand Bazar, son premier livre depuis Mai 1968, avec Maren Sell, journaliste allemande du quotidien Libération.
Ce recueil d'entretiens, réalisés à Francfort et rapidement écrits à Paris, apporte à Cohn-Bendit un contrat de travail salarié d'un éditeur français, utile pour la levée de sa mesure d'expulsion de 1968. Et surtout une invitation, en avril puis en mai, à Apostrophes, l'émission créée par Bernard Pivot en janvier 1975, lors de la très critiquée réorganisation de l'ORTF,, car la demande faite au nouveau président de la République Valéry Giscard d'Estaing de lever l'expulsion de 1968 a échoué, malgré une rencontre en octobre 1974 à la Foire du livre de Francfort avec le gaulliste Paul Granet, secrétaire d'État à la Formation professionnelle.
Dans une interview à Libération le 20 mai 1974, il estime que l'Élection présidentielle française de 1974 a « affaibli la droite et a renforcé les deux mouvements constitutifs de l'union des masses », puis dans une autre au Monde le 9 octobre 1975, il se dit « ni marxiste, ni anarchiste et pas davantage maoïste » mais « dans le courant antiautoritaire, antihiérarchique, qui s'est développé à l'occasion de la guerre du Vietnam » et en faveur de « l'Autonomie », titre de la revue qu'il publie.

#### Visite à la prison d'Andreas Baader
Fin octobre 1974, Klaus Croissant, avocat du terroriste allemand Andreas Baader, a demandé au philosophe Jean-Paul Sartre de venir décrire ses conditions de détention. Sartre a accepté le 5 novembre 1974. La justice allemande freine pendant un mois puis le laisse venir. Cohn-Bendit et son ami Hans-Joachim Klein servent de chauffeurs et interprètes pour la conférence de presse de décembre 1974, où Sartre dénonce des conditions de détention « intolérables ». Ils y sont photographiés avec ce dernier et Klaus Croissant. Les accusations de Sartre sont violemment contestées par la presse allemande, photographies à l'appui, notamment Der Spiegel. À la suite de quoi Sartre reconnaît n'avoir pas constaté la chose de visu lui-même. (Un peu plus tôt, l'écrivain Heinrich Böll avait visité plus discrètement Ulrike Meinhof, l'autre cerveau de la bande à Baader, qu'il avait tenté de convaincre de se rendre en 1972, peu après l'obtention de son prix Nobel de littérature).
En mars 1975, l'ami de Cohn-Bendit Hans-Joachim Klein est devenu militant du groupe terroriste RZ, dirigés par Wilfried Böse, qu'il fréquente depuis des mois. Tous deux vont à Paris, dans une cache d'armes du terroriste Carlos ayant servi à l'attentat du drugstore Publicis puis à la fusillade de la rue Toullier.
En avril puis en mai 1975, Daniel Cohn-Bendit est enfin invité à Apostrophes pour parler de son livre Le Grand Bazar, qui évoque aussi la question du terrorisme. Mais un visa lui est à nouveau refusé.

#### Polémique Hans-Joachim Klein dans son journal
L'année suivante, il s'investit dans le journalisme. En août 1976, peu après le suicide d'Ulrike Meinhof, il publie un long article reprenant le chapitre controversé, sur la pédophilie, de son livre Le Grand Bazar, qui fait la couverture sensationnaliste du magazine mensuel Das dam, fondé en 1973 à Hambourg par Klaus Rainer Röhl (en), ex-mari d'Ulrike Meinhof, avec qui celui-ci dirigeait avant 1969 le réputé magazine culturel Konkret.
Publié jusqu'en 1979, Das dam mêle pornographie et textes gauchistes. Peu après, Cohn-Bendit devient entrepreneur : il fonde en octobre 1976 Pflasterstrand, qu'il présente comme un « magazine de référence du milieu anarchiste à Francfort (Sponti-Szene) ».
Courant 1977, le journaliste Gabriel Farkas relaie la campagne pour que Cohn-Bendit puisse revenir en France l'année suivante pour le dixième anniversaire de Mai 68, alors que le ministre de l'Intérieur Michel Poniatowski s'y oppose,. Il lui obtient également un entretien avec Simone Veil .
Le 22 avril 1977, une nouvelle fois invité à Apostrophes, il participe à distance, via un écran de télévision, symboliquement posé sur une chaise. En face, Maurice Grimaud, préfet de Police de Paris en Mai 68. Tous deux s'autofélicitent d'avoir empêché des morts lors de cette période, alors qu'il y en a eu plusieurs. En début d'émission, il annonce en direct avoir obtenu un visa pour rentrer en France mais Bernard Pivot lui lit une dépêche AFP qui dit que ce n'est finalement pas le cas. Une pétition titrée « Dix ans ça suffit ! », soutenue par Libération, est lancée la semaine suivante par son frère Gabriel et André Glucksmann, pour dénoncer une quasi-décennie d'exil, signée notamment par Jacques Chaban-Delmas, Enrico Macias, Raymond Aron, Jean d'Ormesson et Jean-Paul Sartre.
Quinze jours après cette émission, l'hebdomadaire Der Spiegel du 9 mai 1977 publie une lettre où son ami Hans-Joachim Klein, caché sur le versant italien du Mont-Blanc, révèle avoir quitté les terroristes de RZ et regretter la prise d'otages de l'OPEP, qui a fait trois morts le 21 décembre 1975, mais sans parler de reddition. Quelques semaines plus tôt, son ami Matthias Beltz était venu l'aider à son projet de reddition à la justice, qui n'a finalement pas lieu, malgré des hésitations,. Klein est ensuite caché place de la République à Paris par un proche de Serge July, Jacques Rémy, ancien des services d'ordre maoïstes, puis dans le Vexin, et le Perche.
À l'automne, Pflasterstrand, le journal de Cohn-Bendit, titre « Hans-Joachim: carton jaune »,. Le comité de rédaction, ulcéré par un « désir de profiter du spectaculaire », s'est rebellé contre une interview de Klein, obligeant Cohn-Bendit à la publier séparément, sous forme de livret. Le procureur saisit l'intégralité du numéro. Le journal publie par ailleurs un article sur Hans-Joachim Klein dénonçant une forme de « continuité de son comportement depuis son entrée dans les cellules révolutionnaires » qui « le rend indigne de confiance ». Cohn-Bendit cache ensuite Klein à Sheffield, en Angleterre, mais il revient à Paris en avril 1978 et Jacques Rémy le cache dans l'Orne, où il écrit à nouveau au Spiegel le 7 août 1978, et donne à Jean-Marcel Bouguereau, proche ami de Cohn-Bendit depuis 1968, une interview dans Libération du 3 octobre 1978,, puis publie la même année un livre préfacé par Cohn-Bendit. Klein sera ensuite interviewé dans le 3e livre de Cohn-Bendit. Klein restera caché deux décennies dans l'Orne, avec l'aide financière de Cohn-Bendit, Maren Sell, et André Glucksmann,, y fondant une famille. Approché par les autorités allemandes, via Cohn-Bendit, il se rendra en 1998 et sera jugé en 2001 en Allemagne, où Joschka Fischer est devenu vice-chancelier. Le procureur allemand demande sans succès la levée de l'immunité parlementaire de Cohn-Bendit. Condamné à 9 ans de prison, Klein sera gracié en 2009.

#### Déjeuner de BHL et Glucksmann à l'Élysée
Entre-temps, Daniel Cohn-Bendit est au menu du déjeuner de Valéry Giscard d'Estaing, président de la République, avec trois écrivains ex-maoïstes en vue, André Glucksmann, Bernard-Henri Lévy et Maurice Clavel et quelques autres personnalités, le 7 septembre 1978 à l'Élysée, « dans la perspective de l'an 2000 et de l'évolution de la société ». L'Élysée annonce le lendemain renoncer à la mesure d'expulsion de Daniel Cohn-Bendit, comme le lui avait réclamé la veille une lettre ouverte d'André Glucksmann y mettant la condition pour accepter l'invitation à l'Élysée.
L'intéressé déclare immédiatement qu'il envisage de se présenter à la frontière française avec son frère Gabriel.
Le 20 décembre 1978, le ministre de l'Intérieur, Christian Bonnet met fin à la mesure d'expulsion. Daniel Cohn-Bendit passe à l’époque quelques jours dans les Pyrénées avec la famille de son frère Gabriel mais il n'est alors plus question pour lui de s'installer en France : il regagne l'Allemagne sans aucun trouble à l'ordre public.
S’éloignant peu à peu d'une perspective révolutionnaire, après avoir dénoncé les « élections bourgeoises », il s'engage en politique en Allemagne, dans le sillage de la carrière entamée par Joschka Fischer à Francfort en 1982, année où Cohn-Bendit passe à Apostrophes, cette fois sur le plateau.

### Parcours politique

#### Candidature Coluche avec Goupil

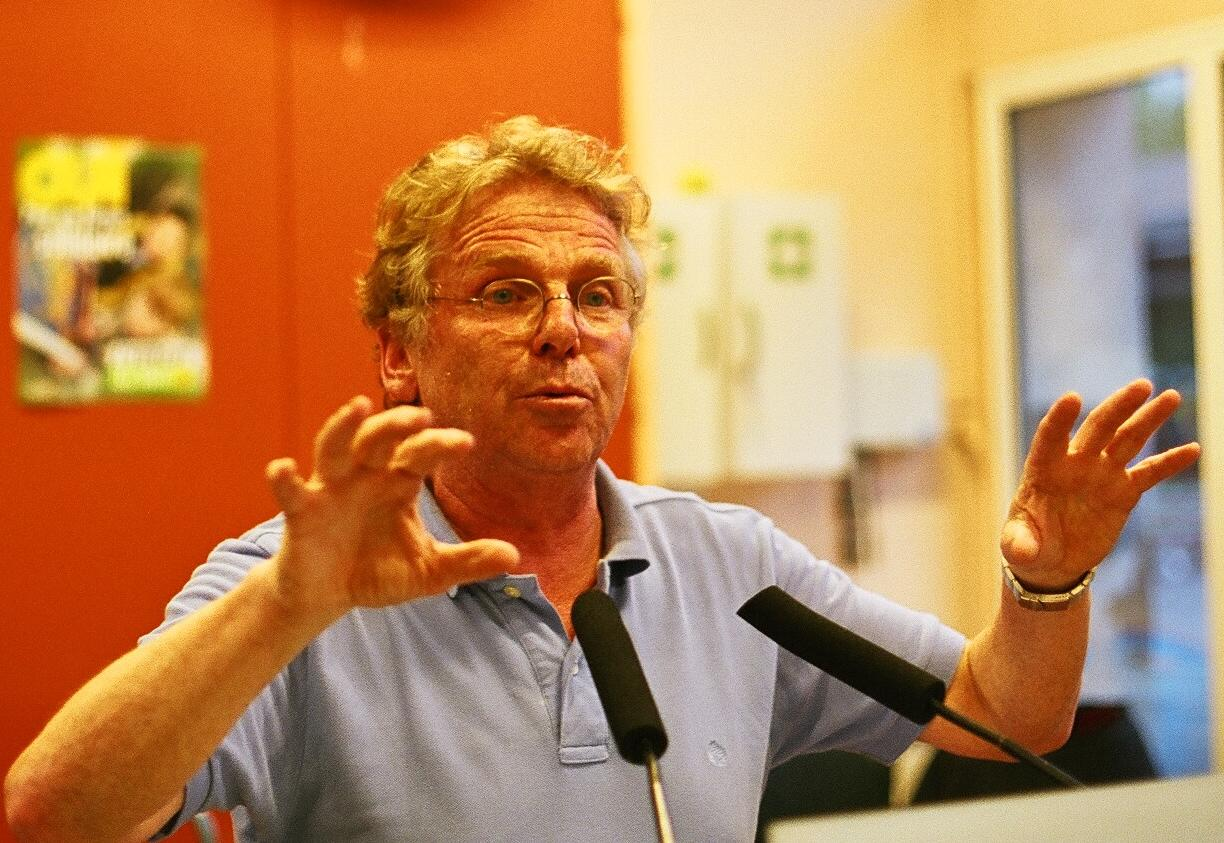
Daniel Cohn-Bendit en 2005.

Il soutient la candidature de Coluche à l'élection présidentielle française de 1981, en compagnie de son ami proche Romain Goupil. Cinq ans plus tard, il officialise son abandon de la perspective révolutionnaire dans un ouvrage-bilan, Nous l’avons tant aimée, la Révolution.

#### Verts allemands au Parlement et au pouvoir
Puis le contexte politique allemand est bouleversé par la crise découlant du Deuxième choc pétrolier : le 1er octobre 1982, Helmut Kohl obtient la première coalition noire-jaune depuis des décennies, pour supplanter Helmut Schmidt comme chancelier fédéral, le SPD ayant perdu l'appui du FDP. Le SPD a besoin d'un nouvel allié et le 6 mars 1983, les Verts allemands font leur entrée au Bundestag avec 5,6 % des voix. Parmi les nouveaux élus, Otto Schily, l'avocat de Gudrun Ensslin, cofondatrice de la Fraction armée rouge mais surtout Joschka Fischer. L'ami proche de Cohn-Bendit obtient dès mars 1985 le ministère de l'Environnement et de l'Énergie du Land de Hesse, créé à cette occasion : c'est la première participation gouvernementale des Verts allemands, que Cohn-Bendit a rejoint l'année précédente.

#### Éditeur de presse proche du gouvernement régional
Au milieu des années 1980, le Pflasterstrand, journal de Daniel Cohn-Bendit, se professionnalise, comme Libération en France. Le titre appuie la participation aux gouvernements des Verts. Les feuilles alternatives de Hesse se moquent de ce « Springer de gauche » car à partir de 1986, le journal est financé par le gouvernement de Hesse, dont l'ami de Cohn-Bendit est membre, via un premier prêt sans intérêt de 260 000 marks et un fonds pour « la promotion d'opérations alternatives » visant à l'expansion nationale du journal. Le fondateur détient désormais 60 000 actions majoritaires. « Ce dont nous avons besoin, ce sont des publicités suprarégionales de Coca-Cola ou autre », annonce-t-il. Le magazine revendique près de 10 000 exemplaires vendus malgré un prix élevé de quatre marks.
En 1987, Matthias Kierzek, héritier de l'éditeur Fuldaer Verlagsanstalt achète la moitié du capital en promettant d'apporter jusqu'à 100 000 marks pour financer la restructuration de la rédaction et une « augmentation de salaire progressive » de 300 marks par journaliste. Le magazine est désormais édité sur papier glacé.
« Sous le trottoir, l'argent » titre alors, ironiquement, le quotidien de gauche Die Tageszeitung, même si le contrat social avec le nouvel éditeur mentionne « l'autonomie fondamentale du comité de rédaction ». Selon Daniel Cohn-Bendit, sa présence et celle de la rédactrice culturelle Elisabeth Kiderlen, plus des projets de recrutement, garantissent « la continuité historique ». La diffusion monte à 24 000 exemplaires peu après la relance, puis chute en profondeur, amenant la revente à Jan-Peter Eichhorn et Gerhard Krauss, qui le fusionnent avec magazine municipal qu'ils gèrent depuis 1982 à Francfort, puis cessent la parution, faute de lecteurs, en 1990.
Entre-temps, en 1989, Daniel Cohn-Bendit, est devenu adjoint au maire SPD de la ville de Francfort-sur-le-Main, chargé des affaires multiculturelles.

#### Élection au Parlement européen en 1994
Lors des élections européennes de 1994, il est élu député au Parlement européen, comme représentant des Verts allemands, qui passent la barre des 10 % des voix contre 8,4 % cinq ans plus tôt, profitant d'une chute du SPD, qui passe de 37,5 à 32,2 %.
Daniel Cohn-Bendit commence alors une carrière de député européen qui va durer vingt ans.
Partageant sa vie entre Francfort et Bruxelles, il intervient aussi dans les médias pour commenter la politique intérieure française. Il s'inquiète de voir les écologistes qui ont obtenu 7,8 % aux législatives de 1993, contre 7,3 % en Allemagne, être « de plus en plus sectaires » avec « un ultra-gauchisme débile contre Maastricht », tout en estimant que « se dire ni de gauche ni de droite est une erreur ». Peu avant l'élection présidentielle de 1995, il reproche à la candidate écologiste Dominique Voynet, qu'il ne soutient « que du bout des lèvres », de faire « une campagne pour les vieux » car « trop en retrait sur la drogue, sur la culture des jeunes, sur l'humanitaire ». En 1996, il soutient d'Allemagne la candidature PS de Bernard Kouchner dans une législative partielle, contre les Verts locaux qui appuient le candidat communiste sortant, et obtient que Dominique Voynet refuse de choisir entre les deux candidats avant de devenir six mois après ministre de l'Environnement de Lionel Jospin.
En 1998, il revient en France, où son ami Jean-Marc Salmon tente d'éviter des heurts au sein de la gauche plurielle au pouvoir, qui associe communistes, socialistes, écologistes et le parti de Jean-Pierre Chevènement (le MDC), avec qui il est en délicatesse. Les Verts le désignent tête de liste aux européennes de 1999. Avec 9,72 % des voix, c'est le second meilleur résultat des Verts après celui d’Antoine Waechter en 1989. Pendant la campagne, il vient soutenir le projet local de Centre culturel africaniste européen, de Dieudonné, qui vient de percer à Dreux, avec près de 8 % face au Front national aux législatives de 1997. Le projet est contesté par une pétition de 120 habitants du village« qui refusent les nuisances sonores ». Cohn-Bendit y voit une « peur de l'inconnu (…) la base même du racisme » et Dieudonné déclare : « c'est tout juste si moi, noir, je ne devais pas leur prouver que j'avais une âme ». La presse s'enthousiasme pour le jeune humoriste, présenté comme l'héritier de Coluche,, qui s'inspire des Restos du cœur pour proposer les « Toits du cœur » aux élections municipales de 2001, mais doit abandonner, torpillé juste avant le vote par Cohn-Bendit. L'ex-orateur de Mai 68 dénonce son autre future candidature, celle du « premier Black à la présidentielle », pour le scrutin de l'année suivante, puis multiplie les déclarations publiques contre l'humoriste, alors que l'Ifop crédite dès février 2001 Dieudonné de 4 % d'intentions de vote. Le processus de désignation du candidat écologiste est alors incertain puis heurté par de multiples rebondissements.[pertinence contestée]
Un Parti vert européen est créé en février 2004, Cohn-Bendit est son porte-parole puis à nouveau représentant des Verts allemands après les élections européennes le 13 juin 2004. Il devient aussi vice-président du Mouvement européen - France. À partir de février 2007, il soutient Dominique Voynet lors de l'élection présidentielle de 2007.
Lors de la législature 2004-2009, Daniel Cohn-Bendit a été présent à près de 93 % des sessions du Parlement européen (278 jours sur 299). Plus de 96 % des votes enregistrés (4 283 sur 4 400) concordent avec le vote majoritaire de son groupe parlementaire, dont il est le président, le groupe des Verts/Alliance libre européenne. Par rapport aux autres députés de l'un de ses deux États, l'Allemagne, il a voté en accord avec la majorité d'entre eux plus d'une fois sur deux (52,25 %).

#### Succès aux élections européennes de 2009
Il se présente aux élections européennes de 2009 en France, au sein de la liste Europe Écologie, qui rassemble les Verts et des personnalités proches des idées écologistes, notamment Malika Benarab-Attou, Jean-Paul Besset, Eva Joly, Cécile Duflot, José Bové, Yannick Jadot, Michèle Rivasi. Il est en tête de la liste Europe Écologie pour la circonscription Île-de-France, l'ancienne magistrate Eva Joly y figurant en deuxième position. Dans sa circonscription, Daniel Cohn-Bendit et Europe Écologie réalisent 20,86 %, ce qui place sa liste en seconde position, derrière l'UMP mais largement devant le Parti socialiste. Au niveau national, Europe Écologie recueille 16,28 % des voix, soit le meilleur score jamais réalisé par une liste écologiste lors d'élections européennes et qui place ce parti en troisième place sur l'échiquier politique français, talonnant le Parti socialiste.
En août 2009, Daniel Cohn-Bendit affirme qu'il ne sera pas candidat à l'élection présidentielle française de 2012. Bien que de nationalité allemande, il pourrait faire une demande de double nationalité qui l'autoriserait à se porter candidat mais il réfute par avance cette idée. Il obtient finalement la nationalité française en 2015.
Il est nommé au conseil d'administration de l'université Paris-X le 2 avril 2012, en tant que personnalité extérieure,,.

#### Désaccord sur l'Europe et départ du parti écologiste
Le 23 septembre 2012, il déclare, après le « non » d’EELV au pacte budgétaire européen, qu'il « suspend son adhésion » au parti écologiste,. Il annonce avoir quitté EELV le 7 décembre 2012,. Il lance, le 27 septembre 2012, le groupe de réflexion « Europe et Écologie » pour promouvoir une « approche pragmatique mais ambitieuse » de l'Europe.
Il quitte le Parlement européen en mai 2014, choisissant de ne pas se représenter. Il est le seul député européen à avoir exercé plusieurs mandats en s’étant alternativement présenté en Allemagne et en France.

#### Soutien à Emmanuel Macron et film avec Romain Goupil
Daniel Cohn-Bendit affiche dès janvier 2016 son intérêt pour l'élection présidentielle 2017 en participant à des réunions évoquant la pertinence d'une candidature unique à gauche puis en la critiquant.
En février 2017, il affiche son soutien à Emmanuel Macron, estimant qu'il est le mieux placé pour faire face à Marine Le Pen au second tour. Le 2 septembre 2018, alors que son nom était évoqué avec insistance pour remplacer Nicolas Hulot au ministère de la Transition énergétique et qu’il déclarait avoir « envie d’aider Macron », il indique qu’il n’intégrera pas le gouvernement,.
Pour célébrer les cinquante ans de Mai 68, Daniel Cohn-Bendit et Romain Goupil, amis proches depuis la préparation de la candidature de Coluche en 1980, ont réalisé le film La Traversée : ils parcourent le pays à la rencontre de Français de toutes conditions (dockers, éleveurs, pêcheurs, agriculteurs, personnel hospitalier, migrants, policiers, industriels, prisonniers...) pour recueillir leurs avis sur des sujets variés qui leur tiennent particulièrement à cœur (immigration, emploi, Europe, société…). Ce film-reportage, d'une durée d'un peu plus d'une heure, illustre la proximité politique de Daniel Cohn-Bendit et Romain Goupil avec Emmanuel Macron, dont ils sont des visiteurs réguliers.
Sélectionné au festival de Cannes, le film a été projeté le 12 avril 2018 en avant-première au grand cinéma Max Linder, à Paris, soirée au cours de laquelle Léa Salamé, considérée comme « la première intervieweuse de France » pour ses émissions politiques sur France 2 et France Inter, affiche son soutien au film, qu'elle voit pour la seconde fois et affirme qu'elle « aime beaucoup » les deux auteurs, par ailleurs amis personnels de longue date du père de son compagnon Raphaël Glucksmann. Avant sa sortie en salle, le film sera diffusé à la télévision le 21 mai sur France 5. La veille, les deux auteurs et Raphaël Glucksmann, alors directeur du Nouveau Magazine littéraire, se sont rendus ensemble à un débat en Bretagne dont ils sont les seuls intervenants.

### Activités médiatiques

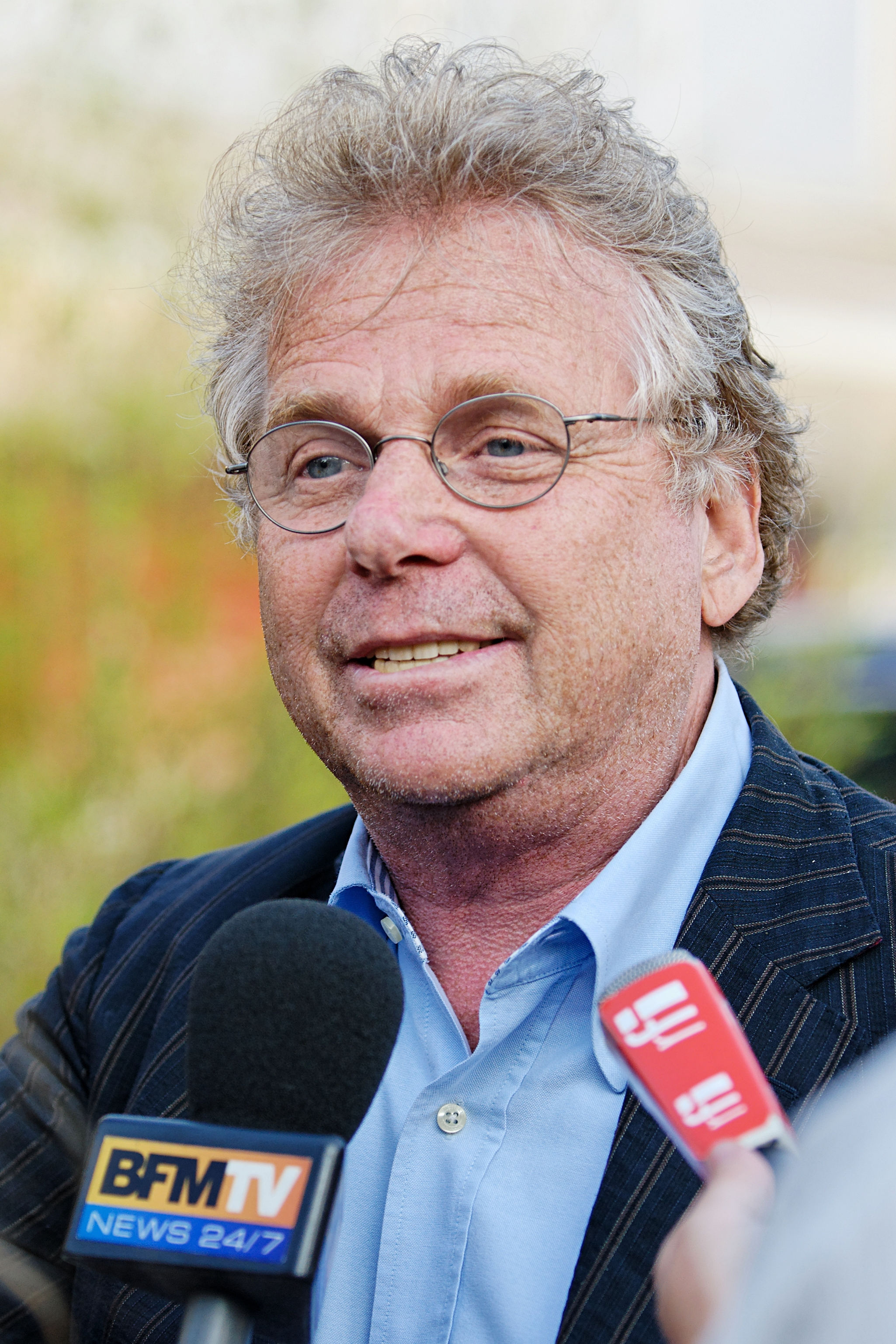
Daniel Cohn-Bendit en 2009.

#### À la télévision
De 1994 à 2003, il anime régulièrement une émission littéraire, Literaturclub, diffusée sur la chaîne suisse allemande Schweizer Fernsehen, ainsi que sur la chaîne allemande 3SAT. En 2016, il apparaît dans un épisode de la saison 8 de Fais pas ci, fais pas ça, dans son propre rôle.

#### À la radio
Au début des années 1980, il participe à l'émission Radio Libre avec Ivan Levaï sur Europe 1. Puis, sur la même station, il est consultant de football durant l'Euro 1984.
À partir du 26 août 2013, il intervient dans la matinale d'Europe 1 présentée par Thomas Sotto pour une chronique quotidienne. Toujours sur Europe 1, il intervient comme consultant dans le cadre de l'Euro 2016, de même que Raymond Domenech et Guy Roux. Deux mois après, la radio signale immédiatement un gain d'audience de 6 % à 8 %, mais de courte durée. Europe 1 cherche alors à compenser la perte d'un demi-million d’auditeurs l'après-midi, consécutive au départ de Laurent Ruquier chez RTL. La matinale d'Europe 1 voit cependant, ensuite, son audience par « quart d'heure moyen » fondre d'un tiers en quatre ans, passant de 1,37 million d'auditeurs à l'automne, à 0,94 million 4 ans plus tard, soit un recul de 0,4 million
Daniel Cohn-Bendit doit se mettre en retrait de l'antenne pendant la campagne de l'élection présidentielle car il soutient Emmanuel Macron, retrait prolongé durant l'été. Le 12 juin 2018, il est remercié par Europe 1 qu’il quitte à la fin de la saison.

### Vie privée
Le 29 août 1997, après seize ans de vie commune, il épouse Ingrid Apel, fille de Hans Apel, qui fut en 1974 le plus jeune ministre fédéral des Finances de l'histoire, à 42 ans, dans la coalition sociale-libérale d'Helmut Schmidt puis ministre fédéral de la Défense (1978-1982) lors de la double décision de l'OTAN qui a précédé l'arrivée au pouvoir d'Helmut Kohl. Il a eu avec elle un fils, Bela, né en 1991,.
En septembre 2012, il signe pour être président d'un club de football « autogéré » de Francfort, le FC Gudesding (ce qui signifie « bonne chose » dans le patois local),.
Il obtient la nationalité française en 2015.
En mai 2016, il révèle dans une émission de télévision qu'il a appris être le père d'une fille, née d'une liaison datant de 1973, trente-cinq ans après la naissance de l'enfant.

## Prises de position politiques

### Europe fédérale
Cette section ne s'appuie pas, ou pas assez, sur des sources secondaires ou tertiaires indépendantes du sujet. Le texte peut contenir des analyses inexactes ou inédites de sources primaires.
Pour l'améliorer, ajoutez-en, ou placez des modèles {{Source secondaire souhaitée}} ou {{Source secondaire nécessaire}} sur les passages mal sourcés. (septembre 2021)
Opposé au nationalisme et partisan d’un fédéralisme européen, Daniel Cohn-Bendit s’engage dans le processus constitutionnel européen initié par le discours de son ami Joschka Fischer sur « la finalité de l’intégration européenne ». Lorsque la Convention sur l'avenir de l'Europe remet ses travaux, il adresse une lettre aux gouvernements se réunissant dans une conférence intergouvernementale dans laquelle il les adjure :
- de peser de tout leur poids pour éviter que le texte final du traité établissant une constitution pour l'Europe ne contienne des reculs par rapport au texte de la convention ;
- d’introduire dans la troisième partie de la Constitution une procédure de révision moins lourde, qui ne repose pas sur l’unanimité et qui prévoit l’entière participation du Parlement européen ainsi que la ratification par celui-ci ;
- de révolutionner le mode de ratification utilisé jusqu’ici en organisant un référendum européen pour que tous les citoyens européens puissent s’exprimer sur cette Constitution européenne et afin que les enjeux européens prennent le pas sur les considérations de politiques intérieures, ceci sans que le refus d’un seul pays puisse bloquer tous les autres.

Ces propositions trouvent relativement peu d’échos à l’époque et ne sont pas retenues par les gouvernements, mais elles se retrouvent au cœur des polémiques lors de la campagne précédant en 2005 en France le référendum français sur le traité établissant une constitution pour l'Europe, marquée pour les Verts français et européens par un positionnement en faveur du oui au traité établissant une constitution pour l'Europe. La campagne référendaire est marquée par les débats tendus, entre d'une part les partisans d'un « oui de raison » défendu par Daniel Cohn-Bendit, le parti des Verts européens et la plupart des députés et des sénateurs écologistes (comme Alain Lipietz, Gérard Onesta ou Dominique Voynet), et d'autre part une importante minorité favorable à un « non de gauche », au sein des Verts français, mais aussi des autres partis de gauche comme le Parti communiste français et le Parti socialiste, où cette minorité est menée par Laurent Fabius. Les premiers participent, malgré les reproches que cela déclenche, à des meetings communs avec des dirigeants du Parti socialiste ou de l’UDF afin d'expliquer et défendre les apports qu'ils attendent de ce traité. Le malaise culmine lors de la une de Paris-Match où Nicolas Sarkozy et François Hollande posent ensemble.
Le 15 septembre 2010, il cofonde le Groupe Spinelli avec Guy Verhofstadt (chef de l'Alliance des démocrates et des libéraux pour l'Europe (ADLE)), Isabelle Durant (Verts, vice-présidente du Parlement européen) et Sylvie Goulard (ADLE). Il s'agit d'un groupe interparlementaire informel au Parlement européen qui rassemble les élus pro-européens et visant à relancer la recherche d'un fédéralisme au sein de l'Union européenne. Il regroupe des personnalités telles que Jacques Delors, Mario Monti, Andrew Duff, Joschka Fischer, Pat Cox, Elmar Brok et Élie Barnavi.
En octobre 2012, il publie avec Guy Verhofstadt un manifeste pour une Europe fédérale intitulé Debout l'Europe et sous-titré en anglais « Manifeste pour une révolution post-nationale en Europe ». L'ouvrage est paru simultanément en six langues et dans de nombreux pays européens.

### Social-libéralisme
Ses opinions économiques, qu'il qualifie de « sociales-libérales », et son soutien à la privatisation de certains services publics, l’éloignent d'une partie des écologistes européens qui considèrent que le libéralisme économique est incompatible avec les moyens que nécessitent la préservation de la planète et le combat pour la justice sociale. Ainsi, le mensuel La Décroissance, qui présente régulièrement Daniel Cohn-Bendit comme un « éco-tartuffe », le décrit également comme « le Canada Dry de la politique : ça a la couleur de la rébellion, l'odeur de la rébellion, le goût de la rébellion, mais ce n'est pas de la rébellion ; c'est juste l'idéologie capitaliste classique sous une face souriante et décoiffée. Un produit marketing redoutable ». Il est intervenu à l’université d’été du Medef (patronat français) en 2000 et en 2006. Il se déclare en faveur du capitalisme et l’économie de marché.

### Accueil des immigrés
Premier adjoint au maire de la ville de Francfort pour les affaires multiculturelles dans les années 1980-90, Daniel Cohn-Bendit plaide pour une politique d'immigration « ouverte ». Il s'oppose publiquement aux propos de la chancelière allemande Angela Merkel selon lesquels le modèle multiculturel en Allemagne aurait « totalement échoué ». Il avance : « Dans les prochaines années, l’Europe aura besoin d’immigration en raison de son évolution démographique et de son vieillissement ».
Le 26 février 2014, les députés européens débattent de priver les étudiants suisses du programme Erasmus, en représailles à l'acceptation en Suisse par une majorité de votants, le 9 février 2014, de l'initiative populaire « Contre l'immigration de masse », et qui de ce fait, remettait en cause la libre circulation des travailleurs de l'Union européenne en Suisse, accords, qui faisaient partie tous deux des accords bilatéraux dans les relations entre la Suisse et l'Union européenne. Daniel Cohn-Bendit, qui soutient la fin du programme Erasmus pour les étudiants suisses, déclare : « C'est à la Suisse de trouver des solutions, c'est pas à l'Union européenne, c'est à la société suisse de trouver les solutions, nous ne pouvons pas déresponsabiliser la Suisse, nous devons reconnaître le vote des Suisses, nous voulons leur dire, vous êtes grands, vous êtes forts, vous êtes autonome, débrouillez-vous. Vous verrez que les Suisses reviendront à genoux »,.
En janvier 2025, lors d'un débat télévisé sur LCI avec Luc Ferry, Daniel Cohn-Bendit prend position sur la situation migratoire à Mayotte et apporte son soutien aux propositions restrictives en matière d'immigration des ministres Bruno Retailleau, Manuel Valls et Sébastien Lecornu en appelant à « freiner et rendre impossible cette immigration qui est un grand bouleversement, un grand remplacement de la population ». Ses déclarations, notamment sa reprise du concept de « grand remplacement », marquent une rupture avec ses convictions historiques et suscitent de vives réactions au sein de la gauche française, dont les députées Sarah Legrain et Sandrine Rousseau qui dénoncent ce revirement,.

### Dépénalisation des drogues «douces»
Il est connu également pour ses prises de position en faveur de la dépénalisation des drogues dites « douces » (cannabis).

## Accusations de pédophilie
Daniel Cohn-Bendit a été mis en cause par l'opinion publique pour des propos sur la sexualité des enfants dans les années 1980, mais n'a jamais été inquiété par la justice.

### ÉmissionApostrophesde 1982
Daniel Cohn-Bendit évoque cette question lors de l'émission Apostrophes du 23 avril 1982 : « Vous savez que la sexualité d’un gosse, c’est absolument fantastique. […] Quand une petite fille, de 5 ans, commence à vous déshabiller c’est fantastique ! C’est fantastique parce que c’est un jeu absolument érotico-maniaque ! »,.
Une vidéo d'archives de l'émission est rediffusée au Journal de 20 heures de France 2 en février 2001, à la suite de la découverte par des journaux anglais et allemand d'écrits de 1975 et 1976, sur le même thème, dans un livre en français et un magazine en allemand, de celui qui est depuis devenu député européen.
Cette vidéo circule beaucoup à partir de 2009, après une confrontation dans le cadre de la campagne des élections européennes de 2009, lors de l'émission politique À vous de juger sur France 2. François Bayrou, que son interlocuteur vient de narguer d'un « tu ne seras jamais président », reproche à Cohn-Bendit d’avoir « poussé et justifié des actes ignobles à l’égard des enfants ». La présentatrice Arlette Chabot demande alors à Cohn-Bendit : « Vous voulez répondre ? C'est une vieille histoire que tout le monde a oubliée. » Celui-ci refuse de répondre.

### Polémiques des années 2000
L'année 2001 voit ces polémiques s'accentuer quand le texte de 1975 et 1976 est diffusé, fin janvier, dans plusieurs grands journaux anglais, italiens et allemands par la journaliste allemande Bettina Röhl, dont la mère, Ulrike Meinhof, cofondatrice de la Fraction armée rouge, s'est suicidée quand elle avait 41 ans.
Puis le 22 février 2001, il se confie à L'Express, Le Monde et Libération, pour évoquer « le contexte des années 1970 » et des pages « dont nous devons avoir honte ». L'écrivain Sorj Chalandon rédige le lendemain un mea culpa de Libération sur des pétitions oubliées datant des années 1970, et L'Express publie les entretiens de deux anciens signataires, Philippe Sollers faisant part de ses regrets et Bernard Muldworf assurant être déjà anti-pédophile à l'époque et de la juriste Françoise Dekeuwer-Défossez, qui croit savoir que « Cohn-Bendit n'aurait sans doute pas été poursuivi à l'époque ». Pour atténuer sa responsabilité, l'article de Libération cite le slogan Il est interdit d'interdire !, mais pas son auteur Jean Yanne, et celui des situationnistes de 1966 en version tronquée, lui aussi interprété au sens sexuel, pour présenter « plus qu'une période », un « laboratoire », qui aurait été à lui seul « accoucheur » de « monstres »[réf. souhaitée].
Au Journal de 20 heures de TF1, Cohn-Bendit dénonce une « chasse à l'homme » pour des écrits n'ayant selon lui « suscité aucune réaction » en 1975. Libération pourfend le même jour une « haine de Mai 68 qui n'a jamais abdiqué » dans un numéro consacrant six articles à l'affaire, dont ceux de trois « ex-soixante-huitards » (Romain Goupil, Serge July et Philippe Sollers), critiquant un « procès stalinien » visant selon eux Cohn-Bendit, celui de Romain Goupil étant même titré « J'ai envie de dire : oui, je suis pédophile ! ». Une semaine après, plusieurs des amis de l’élu écologiste signent une pétition titrée « Cohn-Bendit et mai 68 : quel procès ? ». « Écrits ou propos scandaleux, ceux de Cohn-Bendit ? Non, ceux d'une nécessaire explosion de parole », dit le texte, en estimant que la révolution sexuelle a d'abord appris aux enfants, aux adolescentes, aux femmes à dire « non »[réf. souhaitée].
Le Monde et l'émission Arrêt sur images rappellent le vote de l'automne 1998 du parti écologiste pour le désigner comme leader de la campagne européenne, avant lequel la Ligue communiste révolutionnaire conseille aux journalistes français de lire la page en question du Grand Bazar, mais sans effet,. Invité, Jean-Michel Aphatie, explique que ces journalistes en ont reparlé pendant la campagne et décidé d'éviter le sujet et Serge July que son journal a de nouveau décidé d'éviter le sujet quand il a émergé en Allemagne.
De manière récurrente, des responsables politiques évoquent par la suite cette « part d'ombre », notamment Marine Le Pen dès 2004, François Bayrou à deux reprises en 2009, notamment à l'impromptu lors d'un débat télévisé,, l’homme politique suisse Oskar Freysinger en 2009, et Jean-Marie Le Pen au Parlement européen en 2011.
Dès les jours suivant la diffusion du texte dans des journaux européens, il reçoit le soutien d'une lettre de parents des enfants des crèches alternatives où il fut aide-éducateur,,. Il déclare : « Prétendre que j’étais pédophile est une insanité. La pédophilie est un crime. L’abus sexuel est quelque chose contre lequel il faut se battre. Il n’y a eu de ma part aucun acte de pédophilie. » Il ajoute néanmoins que « ce texte, qui n'avait pas fait scandale à l'époque, est aujourd'hui insoutenable », et qu'il nourrit « des remords d'avoir écrit tout cela ».
Daniel Cohn-Bendit s'est toujours justifié en expliquant que le chapitre de ce livre était destiné à « choquer le bourgeois des années 1970 », et qu'il était à replacer dans le contexte de ces années, quand « la révolution sexuelle ne savait rien de l'abus sexuel ».
En avril 2013, au centre d'une polémique en Allemagne pour ses écrits sur la pédophilie, Daniel Cohn-Bendit renonce au prix franco-allemand du journalisme.

## Condamnations
Il a été condamné le 8 mars 2022 par le tribunal correctionnel de Clermont-Ferrand à payer 1 euro symbolique à Marianne Maximi, conseillère municipale de la ville pour l'avoir diffamée à l'antenne de LCI, chaîne d'informations dont il est éditorialiste. Le 11 janvier 2020, des manifestants contre la réforme des retraites avaient perturbé les vœux d'Eric Faidy, candidat LREM aux élections municipales, par plusieurs minutes de chahut sur le trottoir, obligeant « l'intervention de la police pour ramener le calme ». Le 19 janvier, Daniel Cohn-Bendit les avait accusés d'avoir cassé les vitres et « commencé à cogner ceux qui sont dedans », en évoquant parmi eux « la candidate LFI » Marianne Maximi, puis repris la même anecdote sur la même antenne le 20 janvier, parlant de personnes « qui rentrent » et « qui cassent ». Entre les deux accusations et à la suite des images d'une équipe de France 3 Auvergne, Marianne Maximi avait déclaré ne pas avoir été sur les lieux et demandé un droit de réponse mais sans l'obtenir, en observant qu'il « n'y a pas eu de coups, pas de vitres cassées ». Selon le journaliste de cette équipe, des manifestants qui avaient réussi à « entrer à l’intérieur du local » avaient été « éjectés énergiquement » mais sans « aucune casse » autre que « des inscriptions sur les autocollants de la devanture », version des faits confirmée par Eric Faidy.

## Présence médiatique en 1968
Voici quelques apparitions de Daniel Cohn-Bendit dans la presse lors des événements de mai 68 :
- Le Monde du 8 février est le premier journal à citer son nom, après avoir été alerté par l'avocat de l'UNEF sur son risque d'expulsion, en précisant qu'il lui est reproché d'avoir perturbé une assemblée locale de l'UNEF, mais que ce syndicat n'a cependant « jamais protesté officiellement contre les agissements des anarchistes »[83].
- Fin février : l'hebdomadaire Minute a lancé la rumeur de sa liaison avec une fille de ministre, qu'il n'a pourtant jamais vue, afin d'expliquer l'absence de sanctions contre lui après l'émeute du 26 janvier[91],[63],[92]. Pour faire oublier cette émeute, son avocat venait de mettre en avant un dialogue animé avec ce ministre lors de l'inauguration de la piscine de Nanterre un mois et demi plus tôt.
- La mention suivante est le 28 mars dans le journal Combat[122], violemment mis en cause la veille pour un article sur la drogue, la prostitution et l'immigration à la Résidence universitaire de Nanterre datant du 14 février 1968. Combat a depuis envoyé à Nanterre, pour accompagner l'auteur, un autre journaliste, qui reprend les clichés négatifs sur les étudiants contestataires mais décrit Cohn-Bendit comme « sortant des théories quarante-huitardes et généreuses et une remise en question des choses et des dogmes qui réconfortent l'âme »[122], grâce à « des idées frappantes comme des coups de poing ».
- Le 27 avril, France-Soir fait un article sur « le meneur des enragés arrêté » et Le Monde daté du lendemain signale factuellement sa garde à vue depuis le matin[145]. À 20 heures sur France-Inter (ORTF), Jean-Pierre Elkabbach annonce sa libération et le présente à la fois comme « un des principaux responsables des étudiants d'extrême-gauche », un militant de l'UNEF, et comme « l'un des seuls à pouvoir imposer le silence au cours des réunions »[146].
- Le Monde daté du 2 mai signale l'ouverture d'une information judiciaire contre lui pour « menaces verbales de mort sous condition et coups et blessures volontaires »[5]. Celui daté du 7 mai, au soir du conseil de discipline à la Sorbonne, tempère, par un dialogue remontant au 25 juin, où il a pris la défense, devant les reporters, d'André Gorz, interrompu par un militant trotskiste du CLER.
- Le 2 mai, l'éditorialiste de l'hebdomadaire d'extrême droite Minute, Jean-Marie Le Pen[152], écrit : « Ce Cohn-Bendit, parce qu’il est juif et allemand, se prend pour un nouveau Karl Marx »[153]. Dans L'Humanité du lendemain, Georges Marchais évoque « l'anarchiste allemand Daniel Cohn-Bendit » dans le corps d'un article[126] reproduit l'après-midi par Le Monde[160], qui titre sur la charge contre les « prochinois » par le PCF, qui « n'a sans doute pas été insensible au fait que les "enragés" de Nanterre avaient, le 25 avril (…) empêché » Pierre Juquin (PCF) de participer à une réunion.
- Dans Le Figaro du 13 mai, Jean Papillon dit son admiration pour lui, en observant que son mouvement a profité du fait que les « organisations syndicales étaient en perte de vitesse »[121]. L'avant-veille, l'ORTF a supprimé la séquence d'un reportage donnant la parole pour la première fois à Jacques Sauvageot et Alain Geismar, respectivement leaders de l'UNEF et du Snesup. Le soir, elle fait de même dans Zoom, où les coupes font apparaître Daniel Cohn-Bendit comme le héros[210]. Le 16 mai, l'ORTF, assaillie de protestations des réalisateurs et par un appel à la grève, les invite tous les deux au même débat que Cohn-Bendit, pour la première fois en direct[210].

## Publications
- Avec Gabriel Cohn-Bendit, Le Gauchisme, remède à la maladie sénile du communisme, Paris, Éditions du Seuil, 1969
- Le Grand Bazar, Belfond, 1975
- Nous l’avons tant aimée, la Révolution, Barrault Éditions, 1986
- Avec Olivier Duhamel et Thierry Vissol, Petit dictionnaire de l'euro, Paris, Éditions du Seuil, 1998, 317 + 2 (ISBN 2-02-032621-3)
- Une envie de politique, avec Lucas Delattre et Guy Herzlich, La Découverte, 1998, 270 p. (ISBN 978-2-7071-2941-3)
- Avec Georges-Marc Benamou, Liquider 68 ? : Forum Libération de Grenoble, Frémeaux & Associés, 2008, CD audio
- Forget 68 (entretiens), Éditions de l'Aube, 2008
- Que faire ?, Paris, Hachette, coll. « Tapage », 2009, 179 p. (ISBN 978-2-01-237821-6)
- La Gouvernance en révolution(s) (entretien), Paris, Charles Léopold Mayer, 2012, 390 p. (ISBN 978-2-84377-170-5)
- Debout l'Europe !, avec Guy Verhofstadt, Bruxelles, André Versaille éditeur, 2012, 158 p. (ISBN 978-2-87495-197-8)
- Pour supprimer les partis politiques !? Réflexions d’un apatride sans parti, Montpellier, Indigène éditions, coll. « Ceux qui marchent contre le vent », 2013, 36 p.  (ISBN 979-1-09-035438-8)
- L’Humeur de Dany, Robert Laffont, 2014
- avec Hervé Algalarrondo, Et si on arrêtait les conneries ?, Fayard, 2016.
- avec Patrice Lemoine, Sous les crampons... la plage. Foot et politique : mes deux passions, Robert Laffont, 2018.
- avec Patrick Lemoine, Français mais pas Gaulois. Des étrangers qui ont fait la France, Robert Laffont, 2023.
- avec Marion Van Renterghem, Souvenirs d'un apatride, Mialet Barrault, 2025.

## Filmographie

### Acteur
- 1969 : Mister Freedom de William Klein : lui-même
- 2015 : Les Jours venus de Romain Goupil : lui-même
- 2015 : Fais pas ci, fais pas ça (saison 8, épisode 5) : lui-même

### Réalisateur
- 2015 : Sur la route avec Socrates. Foot Brésil et politique[389]
- 2018 : La Traversée (co-réalisé avec Romain Goupil)

### Scénariste
- Le Vent d'est du Groupe Dziga Vertov[390] (1970) (coscénariste)

## Synthèse des résultats électoraux

### Élections européennes
Les résultats ci-dessous concernent uniquement les élections où il est tête de liste.
| Année | Parti | Parti | Circonscription | Voix      | %     | Rang | Sièges |
| ----- | ----- | ----- | --------------- | --------- | ----- | ---- | ------ |
| 1999  |       | LV    | France          | 1 715 808 | 9,72  | 4e   | 9 / 87 |
| 2009  |       | EÉ    | Île-de-France   | 583 690   | 20,86 | 2e   | 4 / 13 |

## Distinctions
Il a obtenu plusieurs Docteur honoris causa :
- 1977 : Université de Tilbourg en Lettres[393]
- 2009 : université Saint-Louis - Bruxelles[394]
- 2014 : université de Nanterre